# Злоупотребления и врачебные ошибки в психиатрии
Злоупотребле́ния в психиатри́и — использование этой клинической дисциплины, положения и полномочий врача-психиатра, а также персонала психиатрических учреждений во зло, во вред пациенту либо его близким (по другому определению, любые нарушения норм этики и права в психиатрии:128). Злоупотребления и нарушения норм в области прав человека распространены во многих психиатрических учреждениях в самых различных странах мира.
Под ошибками следует понимать ненамеренную неправильность в действиях и мыслях. Ошибки представляют собой проявление всевозможных стереотипов сознания, расхожих устаревших социальных и научных представлений, предвзятости восприятия и мышления; врачебные ошибки могут быть следствием в одних случаях обычного, «добросовестного» заблуждения, недостаточной квалификации, в других — нарушения морально-этических норм, равнодушия, нежелания проконсультироваться с коллегой, перестраховки и т. п. Врачебные ошибки, как и злоупотребления, тоже могут причинить существенный вред психически больным и даже здоровым гражданам. В конце XIX века врачи-психиатры гораздо чаще проявляли внимание к собственным ошибкам, чем в ХХ — начале XXI века, когда врачебные ошибки часто игнорируются.

## История психиатрии и связанных с ней злоупотреблений
На протяжении столетий в обращении с душевнобольными обычны были связывание и содержание на цепи, побои, попытки «лечения» голодом и др. Вплоть до конца XVIII — первой половины XIX века узники заведений для душевнобольных в Западной Европе содержались в тяжёлых условиях: в каменных «мешках», лишённые солнечного света и прикованные цепями, зачастую голодая и подвергаясь избиениям. Живший в XVII веке английский врач Томас Уиллис писал:
Для излечения безумных нет ничего более действенного и необходимого, чем их благоговение перед теми, кого они считают своими мучителями <...>. Буйные помешанные быстрее излечиваются в тесных помещениях, посредством наказаний и грубого обращения, чем с помощью лекарств и врачебного искусства <...>. Их пища должна быть скудной и малоприятной, одежда лёгкой, постель твёрдой, а обращение с ними жёстким и строгим.

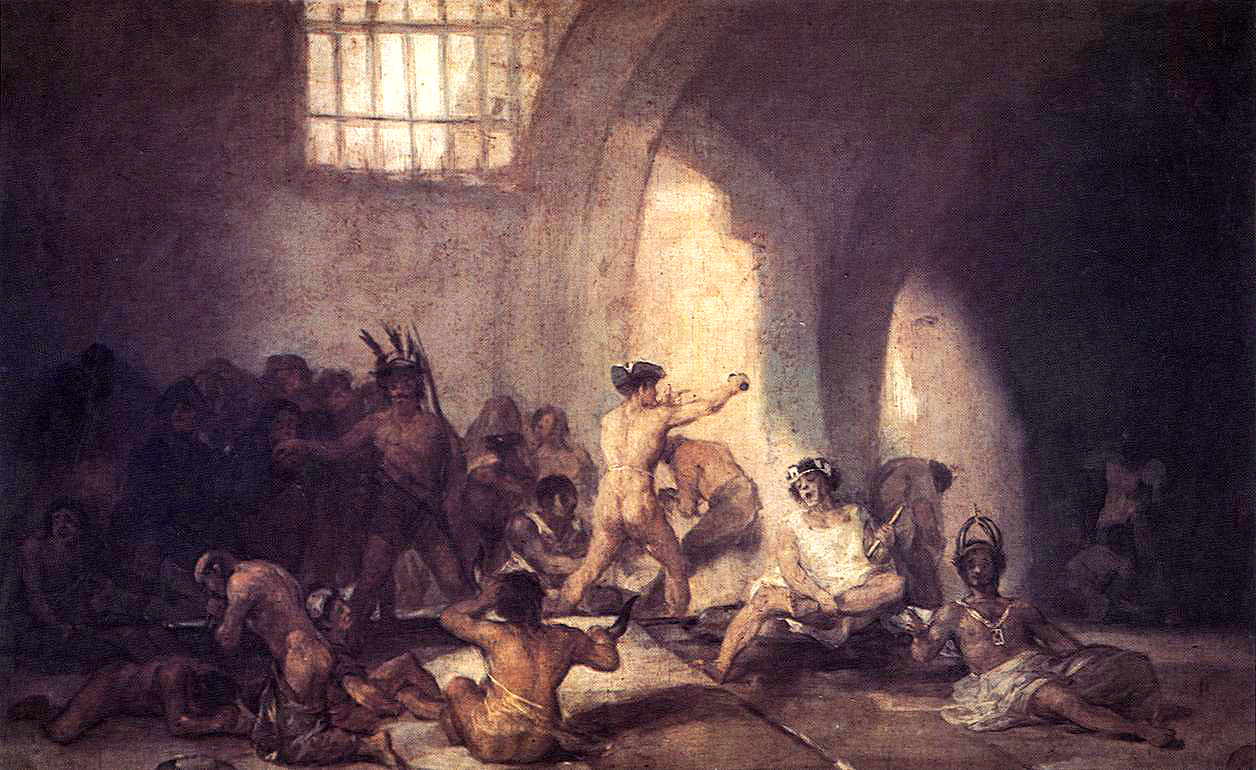
«Дом умалишённых», Гойя

Уже в Новое время отмечались случаи использования психиатрии в немедицинских целях. Даниель Дефо возражал против царящего в частных «сумасшедших домах» полного произвола в отношении оплаты, эксплуатации пациентов и их наказаний, а также против использования этих домов гражданами «из числа выдающихся людей», стремившимися на время или навсегда упрятать туда своих неугодных жён.
Во французских госпиталях безумные содержались в обществе политических заключённых и абсолютно аморальных личностей. Достаточно было lettre de cachet (который легко было получить, но почти невозможно оспорить), чтобы отправить неугодного человека в госпиталь — во Франции такие госпитали занимали промежуточное положение между полицейской и судебной властями и служили третьим внутриполитическим элементом абсолютистского государства, инструментом господства и попечения, наказания и приучения к труду, порядку и морали. Французский врач П. Кабанис восставал против лёгкости, с которой по первому требованию родственников, друзей и просто соседей раскрывались двери заведений для умалишённых:
В этом кроется социальная опасность. Разве не известно, например, что в Бисетре в «крепких отделениях» содержатся люди, душевное здоровье которых ни для кого не составляет вопроса? Правда, иногда в «сумасшедший дом» по протекции водворяют человека, которому по закону следовало бы быть не там, а в Бастилии, до её разрушения. Но если многим кажется более приятным очутиться вместо тюрьмы среди буйнопомешанных, то это не исключает возможности и таких случаев, когда в эти условия попадает человек, не заслуживающий ни того, ни другого.
В Англии недобровольное содержание психически здоровых людей по настоянию их семей в домах для умалишённых нередко практиковалось как средство решения семейных проблем. В первой половине XIX века специальные комиссии в Англии, задачей которых было расследование условий содержания душевнобольных, обнаруживали массу злоупотреблений. В некоторых лечебницах пациенты на ночь загонялись в чуланы, где не было ни отопления, ни самых элементарных удобств; в палатах царили грязь и сырость; широко использовались наручники, от которых ткани повреждались до самой кости. В некоторых провинциальных учреждениях было принято с вечера субботы до утра понедельника приковывать пациентов к койкам и запирать их на ключ, пока персонал предавался отдыху. «Были обнаружены факты хронического голодания; повсюду комиссии наталкивались на нетопленые коридоры, едва нагретые комнаты, рваное белье, вопли и смрад. Некоторые больные неизвестно куда исчезали; из реестра смертных случаев иногда до 300 фамилий переносилось в списки поправившихся. Повсюду процветало воровство, фальшивые счета и т. д. Во время работы одной комиссии, которая не собиралась шутить, была сделана попытка сжечь заведение со всеми его больными, книгами и документами: план частично удался — канцелярия сгорела», — отмечает историк психиатрии Ю. Каннабих.

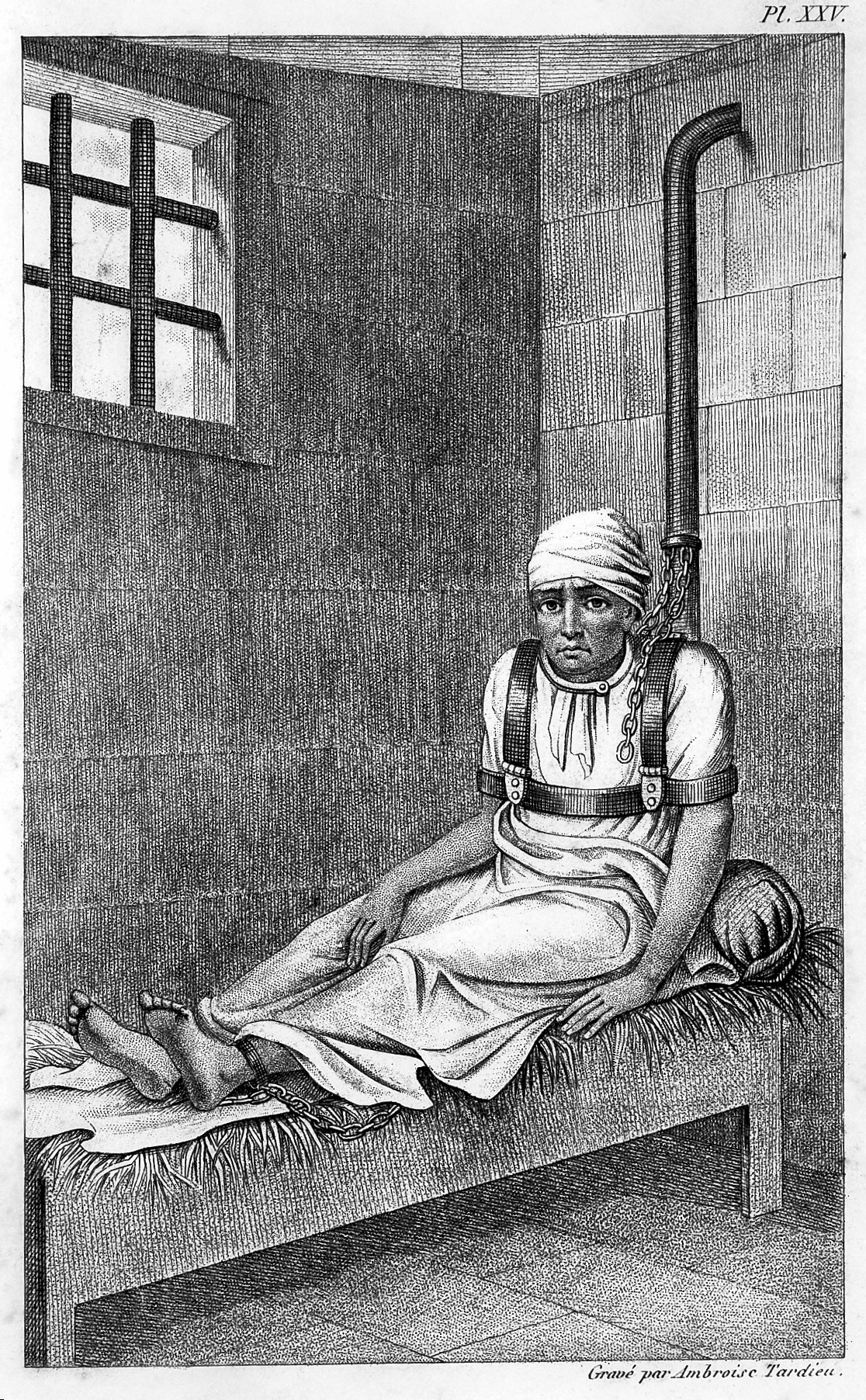
Дж. Арнальд (1814), плакат «Портрет Уильяма Норриса» — вид душевнобольного Уильяма Норриса в тюремной камере в Бедламе, где он сидел прикованный 12 лет

В германских домах для умалишённых первой половины XIX в. практиковались избиения плетью и палками; в качестве метода лечения применялась так называемая механотерапия: вращательная машина, вращающееся колесо и вращающаяся кровать (действие последней приводило к наиболее тяжёлым эффектам: головокружение, тошнота, рвота, удушье, кровоизлияния в конъюнктиву глаз), смирительный стул и смирительная кровать, «мешок» (Sack). Применялись также жгучие втирания, прижигание калёным железом, «тошнотная терапия», специальные водолечебные приёмы (внезапное погружение в холодную воду, ледяной душ и пр.).
В XX веке германские психиатры оказались причастны к нацистским программам насильственной стерилизации и «эвтаназии» (см. Программа «Т-4»). В 1936—1939 гг. проводилась массовая форсированная стерилизация лиц с психическими расстройствами; в 1939—1941 гг. в заведениях, переоборудованных из больниц, многим тысячам людей после «критической оценки» их состояния даровалась «мягкая смерть». Инициировавший акции «эвтаназии» приказ Гитлера фактически положил начало практике массовых убийств всех неугодных нацистскому режиму. Массовые убийства людей с психическими расстройствами продолжалось вплоть до падения гитлеровского режима, и к концу войны количество жертв программы «T-4» превысило 200 тыс. человек (по данным Нюрнбергского процесса — до 275 тыс. человек). В период с 1942 по 1945 год около 1 миллиона пациентов были замучены голодом в немецких психиатрических больницах.
По сообщению Канадской телерадиовещательной корпорации (Си-би-си), в канадской провинции Квебек 1940—60-х годов под руководством премьера провинции Мориса Дюплесси и Римско-католической церкви существовала практика многолетнего насильственного «лечения» тысяч интернатских детей, принятых за «умственно отсталых», без уведомления родителей. В дополнение к «лечению» препаратом хлорпромазин (аминазин) детей принуждали к подсобному труду. Группа из примерно 3000 выживших жертв, называющих себя сиротами Дюплесси, попыталась привлечь к ответу правительство, церковь и Колледж докторов Квебека. По состоянию на 2001 год правительство Квебека отказывалось провести всестороннее расследование практики.
Как отмечал в книге, опубликованной в США в 1978 году, американский издатель ряда медицинских журналов Самуэль Чавкин, в США в целях перевоспитания используются сильнодействующие медицинские препараты, электросудорожная терапия (ЭСТ) и психохирургия, причём чаще всего они применяются к несовершеннолетним правонарушителям, заключённым и душевнобольным:26. Он также пишет, что психологи и психиатры стали играть значимую роль в тюремной системе, являясь создателями программ, помогающих держать заключённых в постоянном страхе, и что немало людей глубоко обеспокоены фактом превращения тюрем в лаборатории, где применяются психохирургия и другие методы, призванные подорвать волю человека:93. В частности, к числу тюрем, где широко использовались пытки, относились два калифорнийских пенитенциарных учреждения — одно в Вейкавилле, другое в Атаскадеро: первое из них стало широко известным в связи с психохирургическими экспериментами; и в первом, и во втором учреждении применялись такие медикаменты «отвращающей терапии», как анектин (сукцинилхолин). Вводимый внутривенно в дозировке до 40 мг, этот препарат парализует мышцы, что представляет собой настоящую пытку; затем тюремный психиатр, как правило, угрожал заключённому повторным применением этого метода, если тот не изменит своё поведение:103—104. В качестве меры наказания тюремными властями в США применялась также электросудорожная терапия, а в 1967 году в журнале American Journal of Psychiatry была опубликована большая статья, автор которой писал об использовании ЭСТ в психиатрической больнице в Южном Вьетнаме в качестве негативного подкрепления (ЭСТ использовалась, чтобы заставить пациентов работать):105—107.
В СССР отсутствовали какие бы то ни было законодательные гарантии прав лиц с психическими расстройствами, в связи с чем любой психиатрический пациент мог быть недобровольно госпитализирован без судебной процедуры по просьбе его родственников, начальника на работе или по указаниям районного психиатра. Это создало предпосылки для массовых злоупотреблений в области психиатрии, в том числе для подавления несогласных с политическим режимом. Случаи использования психиатрии в политических целях были единичными в первые годы существования советского государства, намного более частый характер они приобрели в 30—50-х годах XX века, однако лишь в 1960-х годах психиатрия стала одним из главных инструментов репрессий в СССР. Кроме получивших широкую известность во всём мире политических преследований правозащитников-диссидентов, имели место также «локальные конфликты» граждан с представителями власти, заканчивавшиеся недобровольной госпитализацией в психиатрические стационары, клинических оснований для которой не было. По данным, приводящимся в ряде авторитетных источников, жертвами использования психиатрии в политических целях в СССР стали тысячи человек. В психиатрических больницах к жертвам использования психиатрии в политических целях применялись (в том числе в качестве наказания) инъекции сульфозина и нейролептики; применялись также атропиновые и инсулиновые комы. Узники подвергались избиениям; использовалось и привязывание к кровати на длительный срок, закручивание непокорных мокрыми простынями (полотенцами), которые, высыхая, нестерпимо сжимали тело.
В Румынии в 1960—80-е годы, во время правления Чаушеску, в связи с партийными съездами, президентскими поездками, а также спортивными мероприятиями осуществлялась недобровольная госпитализация в психиатрические стационары не только лиц с психическими расстройствами, на тот момент не нуждавшихся в госпитализации, но и здоровых людей. Имели место тысячи случаев такого рода.

## Виды злоупотреблений и добросовестных ошибок, современный период (конец XX — начало XXI века)
Кроме сознательных злоупотреблений, в психиатрии также имеют место и субъективные врачебные ошибки, обусловленные различными причинами: недостатком опыта и компетентности; влиянием психиатрического «мейнстрима» (включая взгляды влиятельных психиатрических школ); общепринятой ошибочной практикой локальных медицинских учреждений и прочим.

### Неверная постановка диагнозов
Диагностика в психиатрии по само́й своей сути носит в значительной мере субъективный характер — и это обуславливает нередко встречающиеся случаи постановки диагнозов «с перехлёстом». В частности, под гипердиагностикой понимают ошибочное медицинское заключение о наличии у обследуемого болезни (или её осложнений), которая на самом деле отсутствует либо выражена слабее, чем указано во врачебном заключении. Однако в психиатрии имеет место как действительно ошибочная, так и предубеждённая диагностика:128. В связи с этим президент общероссийской общественной организации «Независимая психиатрическая ассоциация» Ю. С. Савенко указывал:
Когда члены СПЭ меняют диагноз легкой дебильности у человека, имеющего среднее техническое образование, на диагноз имбецильности, или ставят диагноз педофилии, когда такого рода мотивы возникают лишь в моменты очередного обострения приступообразной шизофрении… это, конечно, не ошибка.
Случаи первой разновидности (ошибочная диагностика) представляют собой последствие неумышленных диагностических врачебных ошибок, совершаемых обычно без какого-либо внешнего давления на врачей и не сопровождающихся конфликтами врачей с их совестью, а обусловленных либо недостатком информации у врачей о пациентах, либо низкой профессиональной компетентностью:128—129.
Вторая группа случаев неверной диагностики психических расстройств (предубеждённая диагностика) представляет собой факты установления преднамеренно неверных диагнозов, обусловленные любыми немедицинскими факторами. Рассматривая такие случаи, «Принципы ООН в отношении защиты лиц, страдающих психическими расстройствами», принятые в 1991 году, подчёркивают, что «никто не может быть объявлен психически больным, быть диагностирован в качестве такого исходя из политических, экономических, социальных, культурных, расовых или религиозных причин, по причинам семейного конфликта или любых иных причин, которые не имеют непосредственного отношения к состоянию его психического здоровья». Именно в злоупотреблениях такого рода обвинялась советская психиатрия:129.
Так, общепризнанным является тот факт, что в 1960—80-е гг. XX века в московской школе советской психиатрии получила распространение неверная диагностика шизофрении. Диагностические критерии вялотекущей шизофрении, принятые А. В. Снежневским и его последователями, были значительно расширены по сравнению с критериями шизофрении, принятыми на Западе; диагноз вялотекущей шизофрении нашёл применение в практике репрессивной психиатрии в СССР. Кроме вялотекущей шизофрении, для объявления диссидентов душевнобольными также использовался диагноз «сутяжно-паранойяльное развитие личности».
В постсоветской России, по мнению Ю. С. Савенко, «диагностика шизофрении по определённой инерции советской эпохи во многих местах ещё грешит так называемой гипердиагностикой, то есть ставится диагноз часто расширительно. В таких случаях… лечение оказывается часто неадекватным».
Систематизированные исследования показывают, что диагностика всей группы аффективной патологии в современной российской психиатрии составляет ничтожно малые величины и относится к шизофрении в кратности 1:100. Это абсолютно противоречит данным зарубежных генетико-эпидемиологических исследований, согласно которым соотношение этих заболеваний составляет 2:1. Подобную ситуацию объясняют, в частности, тем, что, несмотря на официальное введение МКБ-10 в 1999 году, российские врачи по-прежнему продолжают использовать адаптированную для России версию этого руководства, сходную с адаптированной для СССР версии МКБ-9.
Существенную проблему представляет собой ошибочная диагностика шизофрении при биполярном расстройстве, приводящая к назначению на длительный срок мощных классических нейролептиков, обладающих депрессогенным эффектом. Такое назначение может приводить к утяжелению течения биполярного расстройства и хронификации аффективных расстройств, а порой и к развитию хронической экстрапирамидной симптоматики (больные биполярным расстройством склонны к развитию экстрапирамидных побочных эффектов), подчас являющейся основной причиной инвалидизации пациентов.
Российский врач-психотерапевт и психолог В. Леви писал о том, что людям студенческого возраста, страдающим депрессивными расстройствами, порой необоснованно ставится диагноз «шизофрения». Он также упоминает о случае, когда у двадцатипятилетнего Сергея К-ва, «четыре года безвылазно пролежавшего на диване лицом к стене» и получившего диагноз «шизофрения, простая форма» (это означает диагноз злокачественной шизофрении, приводящей к распаду личности), были обнаружены признаки недостаточности щитовидной железы. После назначения гормональной терапии состояние больного улучшилось: Сергей стал здоровым, успешным человеком.
По информации Би-би-си, в СССР, а также в России в постсоветское время многим детям, страдавшим аутизмом, ставили диагноз «детская шизофрения», невзирая на то, что шизофрения представляет собой совершенно иное заболевание, которое в большинстве случаев развивается в гораздо более позднем возрасте. При этом от ребёнка с диагнозом «детская шизофрения» родителям нередко предлагали отказаться. Известный украинский психиатр, исполнительный секретарь Ассоциации психиатров Украины, член ряда западных профессиональных организаций С. Глузман отмечал, что даже в тех случаях, когда у ребёнка стоял диагноз детского аутизма, после 18 лет его заменяли диагнозом «шизофрения» или же «умственная отсталость»: считалось, что аутизм является заболеванием исключительно детского возраста. По словам С. Глузмана, в постсоветское время ситуация с выставлением диагноза «аутизм» на Украине изменилась в лучшую сторону.
В советское время получила распространение излишне частая диагностика психических расстройств у детей, обусловленная существованием нормы нагрузки у врача: имела место необоснованная психиатрическая диспансеризация детей психически здоровых, но отстающих в учёбе. В постсоветское время критике подвергается, в частности, избыточная диагностика умственной отсталости у детей, которые вследствие этой диагностики необоснованно признаются необучаемыми и помещаются пожизненно в психоневрологические интернаты.
В 1991 году факты неверной диагностики были обнаружены международной группой экспертов по детскому развитию в ходе исследования, проводившегося в нескольких детских домах Москвы и Санкт-Петербурга. В группе испытуемых более трети из пятидесяти детей показали результаты, находящиеся в пределах нормы, при обследовании с помощью стандартных тестов на интеллект. При более тщательном обследовании группы из тридцати четырёх детей обнаружено, что две трети так называемых «олигофренов» продемонстрировали интеллектуальные способности, соответствующие среднестатистическим показателям или превышающие их.
По данным группы экспертов, посетившей Россию в июне 1994 г. («Дети Санкт-Петербурга», Анна Плесс и Жан-Клод Альт, доклад Международному комитету за человеческое достоинство ребёнка о правах детей в российских тюрьмах и детских домах), многие обстоятельства, которые на Западе рассматриваются лишь как факторы риска психического заболевания, в России служат основанием для постановки диагноза у «отказных» детей, приводящего к их дискриминации. Дети, рождённые от родителей-алкоголиков, либо дети, матери которых страдали депрессией во время беременности, получают диагноз «энцефалопатия» и остаются с этим диагнозом до совершеннолетия; дети-сироты получают диагноз умственной отсталости; дети с единичным физическим пороком (к примеру, заячья губа или дефект речи), по мнению российских врачей, не вполне нормальны психически. Такие диагнозы, поставленные в раннем возрасте (а порой и множество диагнозов у одного ребёнка), приводят к нарушению права детей на полноценное развитие.
Психиатр, президент Ассоциации детских психиатров и психологов А. А. Северный в 1997 году упоминал о случаях, когда сиротам, находившимся в интернатах для умственно отсталых, по мере их взросления последовательно утяжелялись диагнозы от самых лёгких степеней в младшем школьном возрасте до имбецильности в старшем школьном; затем эти подростки автоматически получали вторую группу инвалидности и переводились во взрослые психоневрологические интернаты, в которых должны были оставаться всю жизнь среди тяжёлых психически больных, а также среди стариков и старух со слабоумием. Попытки этих юношей и девушек освободиться из психоневрологических интернатов встречали непреодолимое противодействие администрации. Как утверждает А. А. Северный, он также сталкивался с ситуациями, когда 15-летний подросток, до этого вполне успешно учившийся в общеобразовательной школе, может впервые в жизни получить диагноз дебильности, выставленный медико-педагогической комиссией, а его родителям при этом рекомендуют поместить его в интернат для умственно отсталых.
В 1990-х годах доктор психологических наук Игорь Коробейников обследовал 200 выпускников интернатов VIII вида, где содержатся дети с лёгкой умственной отсталостью. Согласно данным обследования, диагноз «умственная отсталость» мог быть достоверно подтверждён менее чем в половине случаев.
В 2003 году на базе одного из домов для детей-инвалидов (ДДИ) провели исследование детские психиатры — доктор медицинских наук Н. Сухотина и кандидат медицинских наук И. Крыжановская и пришли к выводу, что свыше трети детей из ДДИ не должны были там находиться, а могли обучаться в интернате коррекционного типа. Сходные результаты получила и доктор медицинских наук Н. Иовчук при исследовании детей, находившихся в интернате VIII вида.
По ряду оценок, психиатрические диагнозы в постсоветское время широко используются в корыстных целях. Российский исследовательский центр по правам человека сообщал о случаях, когда гражданам, высказывавшим недовольство властями, необоснованно выставлялись диагнозы психических заболеваний.

#### Неверная диагностика в западных странах
На Западе отмечается излишне частая диагностика других расстройств. Общественную озабоченность вызывает расширение диагностики депрессивных и биполярных расстройств, свидетельствующее о медикализации обширной психоэмоциональной сферы человеческой жизни, длительное время воспринимавшейся как не связанная с медицинскими проблемами.
Бывший председатель совета по формированию диагностических критериев Американской психиатрической ассоциации (Руководства по диагностике и статистике психических расстройств — DSM-IV) профессор психиатрии Аллен Фрэнсис в статье, опубликованной в The Los Angeles Times, писал:
Наш совет экспертов упорно старался соблюсти консервативность и тщательность, но тем не менее, непреднамеренно сделал свой вклад в три фальшивые «эпидемии» — синдрома дефицита внимания, аутизма и биполярного расстройства. Очевидно, что наша сеть оказалась раскинута слишком широко, и она захватила множество «пациентов», которым, скорее всего, было бы намного лучше, если бы они никогда не попадали в систему психиатрической помощи.
А. Фрэнсис называет причины, по которым «психиатрические диагнозы всё более приближаются к границам нормы»: интересы фармацевтической индустрии; навязываемый обществом в качестве нормы конформизм; облегчение, которое испытывают люди, получающие возможность дать название своему психическому состоянию.
По утверждению Американской психиатрической ассоциации (АПА), свыше 50 процентов американцев в течение жизни бывают психически больны; недавние исследования АПА ещё в большей мере увеличили это число.

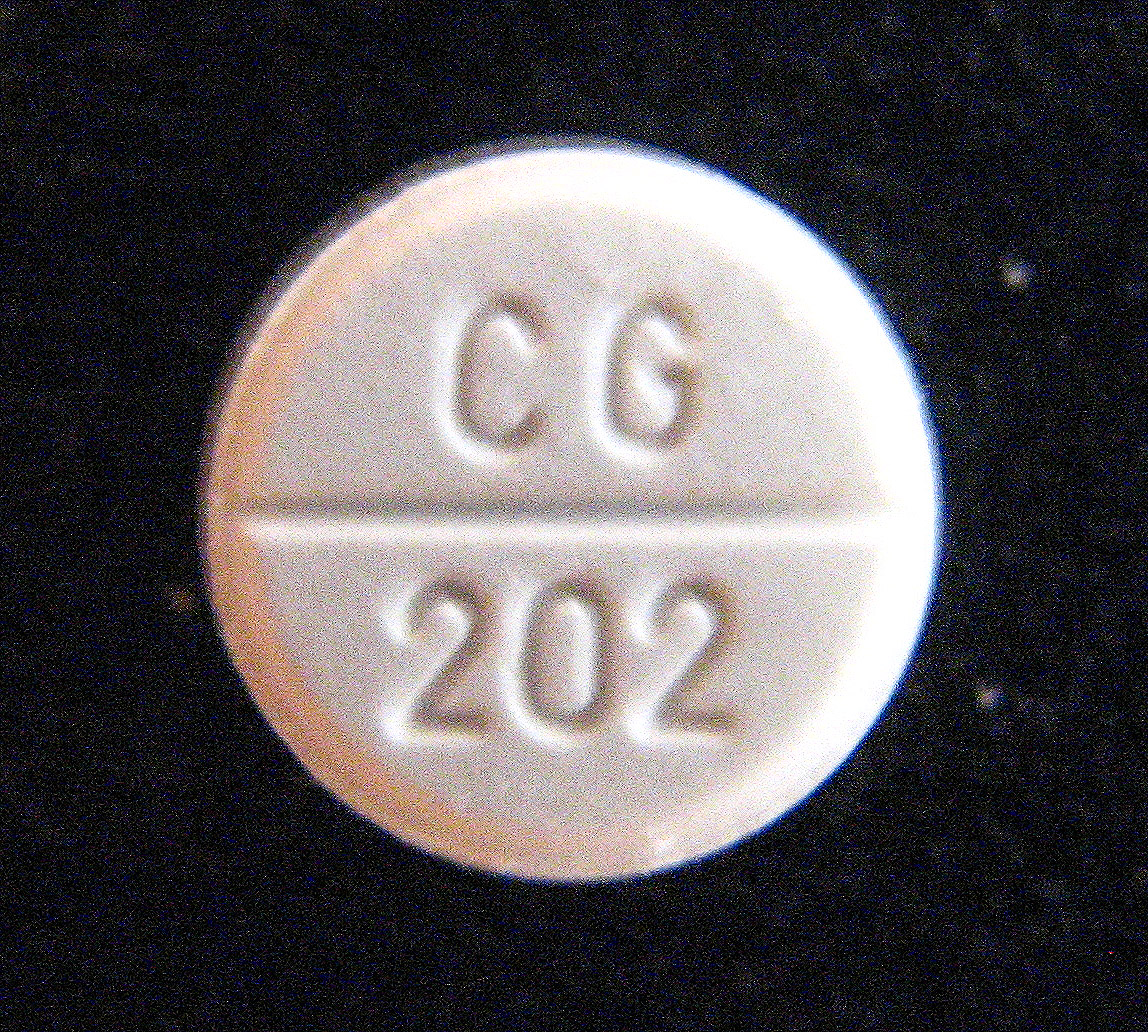
Метилфенидат (риталин), таблетка 10 мг (Ciba/Novartis) — препарат, часто назначаемый для лечения СДВГ

Особенно тревожным фактором является рост диагностики психических расстройств у детей, иногда даже в возрасте двух лет. Как отмечала в 2011 году известный американский врач М. Анджелл, десять процентов десятилетних мальчиков в США каждый день принимают стимуляторы для лечения СДВГ, а 500 000 детей принимают нейролептики. Вначале СДВГ, проявляющийся гиперактивностью, невнимательностью и импульсивностью, был самым быстрорастущим диагнозом у детей школьного возраста, однако в середине 1990-х годов два влиятельных психиатра в Массачусетской больнице выдвинули предположение, что многие дети, которым ставится диагноз СДВГ, на самом деле страдают биполярным расстройством, причём его иногда можно диагностировать даже во младенчестве. Это спровоцировало рост диагностики «юношеского биполярного расстройства». В DSM-V предлагается частично заменить этот диагноз на совершенно новый, называемый «расстройство нерегулируемости характера с дисфорией» — диагноз, который Аллен Фрэнсис называет «новым монстром».
Установлено, что к 2011 году в США диагноз «биполярное расстройство» ставился в 4 раза чаще как по сравнению со странами с высоким доходом на душу населения, так и со странами с низким доходом, а также по сравнению с более ранним периодом в США (1953—1959 годы). Отмечалось, что тенденция к гипердиагностике биполярных расстройств у детей и подростков, имеющая место в США, в Европе не наблюдается. По данным на 2006 год, диагноз биполярного расстройства в США выставлялся детям младше тринадцати лет в семь раз чаще, чем в 1996 году, а количество рецептов на психотропные средства для детей увеличилось в пять раз. Известный американский журналист Р. Уитакер отмечает, что в США частота постановки диагноза биполярного расстройства детям возросла за 20 лет в 35 раз.
Растущее количество случаев постановки диагноза биполярного расстройства детям и подросткам вызывает ожесточённые споры. По утверждению Габриэля Карлсона, профессора психиатрии и педиатрии из университета Стони-Брук, факт, что детям слишком часто и неверно ставят диагноз «биполярное расстройство», не вызывает сомнений. Известный психиатр Дэвид Хили в публикации 2006 года писал, что риск «эпидемии» биполярного расстройства связан с применением излишне субъективных критериев постановки этого диагноза и что наблюдается всплеск диагностики биполярного расстройства у американских детей, чьё состояние не соответствуют традиционным критериям этого расстройства. Постановка диагноза «биполярное расстройство» детям, как утверждают некоторые авторитетные специалисты, практически невозможна из-за отсутствия адекватных диагностических критериев этого расстройства, применимых для данного возраста. По мнению А. Фрэнсиса, наличие в справочнике детского биполярного расстройства — ошибка, позволяющая родителям, зачастую виноватым в резких переменах детского настроения, оправдывать себя. Впрочем, некоторые врачи высказывают противоположную точку зрения: биполярное расстройство диагностировалось прежде слишком редко.
Как утверждает доктор медицинских наук руководитель отделения детской психиатрии Национального медицинского исследовательского центра психиатрии и неврологии имени В. М. Бехтерева Игорь Макаров, в западных странах (особенно США) часто встречается гипердиагностика детского аутизма, обусловленная концепцией расстройств аутистического спектра, которая получила распространение в последние десятилетия. Благодаря этой концепции в категории аутистов оказались многие дети, страдающие умственной отсталостью, задержкой психического развития, задержками речевого развития.
Ещё одной нередко отмечаемой проблемой является гипердиагностика в западных странах клинической депрессии. По данным британской общественной организации Mind, занимающейся проблемами психического здоровья, количество рецептов на антидепрессанты, выписанных в Великобритании в 2006 году, достигло 31 миллиона; по мнению авторов этой публикации, врачи слишком охотно назначают пациентам, страдающим депрессивными расстройствами, медикаментозное лечение и редко используют альтернативные методы, такие как психотерапия и физические упражнения, которые тоже эффективны в борьбе с лёгкими и умеренными депрессиями. В книге The Loss of Sadness («Утрата печали») американского профессора социологии А. Хорвица и профессора психиатрии Дж. Уэйкфилда говорится о неоправданно широкой диагностике депрессии и о медикализации простых человеческих чувств: волнения, печали, скорби, застенчивости. Как отмечает Хорвиц, замена этиологического подхода к психическим расстройствам на симптомологический привела к смешению нормальных эмоций с патологическими явлениями. Аллен Фрэнсис обеспокоен, что одна десятая часть американцев имеют диагноз депрессии, и указывает, что рынок антидепрессантов всё больше выходит из-под контроля, находясь под влиянием фармацевтических компаний, получающих от этого прибыль. Петер Гётше, один из основателей Кокрейновского сотрудничества, профессор по разработке клинических исследований и их анализу Копенгагенского университета, утверждает, что диагностические критерии депрессии, введённые в DSM, больше не позволяют отличать психические расстройства от ожидаемых ситуационных реакций, как, например, при потере любимого человека, разводе, серьёзной болезни или потере работы, уже не упоминаемых в качестве критериев исключения при постановке диагноза. Эти изменения, по мнению Гётше, объясняются тем, что 100 % членов группы «расстройств настроения» DSM-IV имели финансовые связи с фармацевтическими компаниями.
Существует и такая проблема, как предвзятость при постановке диагноза «шизофрения» представителям этнических меньшинств. Так, согласно данным обширного исследования с участием британских граждан афро-карибского происхождения, вероятность возникновения у них психоза в два раза выше, чем у лиц, не относящихся к национальным меньшинствам, но степень вероятности, что им поставят диагноз «шизофрения», оказалась в три, девять и даже двенадцать раз выше (Sproston и Nazroo, 2002). Диагностическая предвзятость была выявлена и в исследованиях, в ходе которых сравнивались результаты постановки диагноза как при наличии предварительной информации о расовой принадлежности участника, так и при отсутствии этой информации (Goodman и др., 1983); исследованиях, показавших, что у чернокожих пациентов шизофрения диагностировалась чаще, чем у белых, даже если не было различия в симптоматике и коморбидных диагнозах (Strakowski и др., 1993, 1995); исследованиях, продемонстрировавших, что представителям этнических меньшинств этот диагноз ставится на основании меньшего количества симптомов по сравнению с белыми пациентами (Mellor, 1970; Teggin и др., 1985).

### Недобровольная госпитализация без достаточных оснований
Госпитализация в недобровольном порядке в психиатрический стационар без достаточных оснований является грубейшим нарушением прав граждан, сопоставимым с незаконным лишением свободы. Случаи необоснованных госпитализаций в постсоветской России, по данным правозащитников, встречаются часто. Как утверждается в отчёте организации «Human Rights in Mental Health-FGIP», неоправданной недобровольной госпитализации подвергаются оппозиционеры, гражданские активисты, блогеры и простые граждане, которые жалуются на злоупотребления властей или пытаются бороться с коррупцией. При этом суд выносит решение о госпитализации исключительно на основе полицейских протоколов, свидетелей в суд не вызывает; как правило, суд проходит без участия адвоката, а порой на суде не присутствует и сам госпитализируемый, либо же к нему перед заседанием суда применяются сильнодействующие психотропные препараты, в результате чего он не может адекватно себя вести и воспринимать происходящее во время судебной процедуры. Сама судебная процедура проходит очень быстро — как правило, длится всего несколько минут.
Юрист А. Л. Бурков отмечает, что порой решения о госпитализации принимаются врачом на основании информации, полученной по телефону или в письме, без осмотра лица, не говоря уже о его освидетельствовании врачебной комиссией. В практике юриста Независимой психиатрической ассоциации Ю. Аргуновой были случаи госпитализации людей, вообще не страдавших психическими расстройствами. Аргунова отмечает, что родственники порой провоцируют конфликт, после которого прибывшая по их вызову бригада медиков видит человека в возбуждённом состоянии, чего оказывается достаточно для госпитализации в стационар. Адвокат Дмитрий Бартенев указывает, что знает множество случаев, когда врачи принимали «недостаточно обоснованное» решение о госпитализации человека по просьбе родственников, которым «не нравится жить с психически больным». Такие действия незаконны, но в них нет состава уголовного преступления.
Злоупотребление необоснованной госпитализацией основывается на расширительном толковании понятия «опасности», присутствующего в статье 29 Закона о психиатрической помощи (в этой статье оговариваются условия недобровольной госпитализации). Президент Независимой психиатрической ассоциации Ю. Савенко указывает, что «опасностью» стали называть «назойливые приставания… эпатажные тексты в личном компьютере… участие в акциях протеста, голодовки протеста, реакции протеста против неожиданно и грубо используемых недобровольных мер». Однако людей, психически абсолютно здоровых, госпитализируют, по мнению представителей ассоциации, чрезвычайно редко; необоснованной госпитализации чаще подвергаются люди, психические расстройства которых выражены не настолько, чтобы оправдать необходимость помещения в психиатрический стационар. К госпитализированным лицам могут применять не подходящие им по их состоянию психотропные средства.
Осенью 2005 года чебоксарский правозащитник Альберт Имендаев, давний оппонент президента Чувашии Фёдорова, был с многочисленными нарушениями по процедуре и срокам помещён в психиатрическую больницу — за считанные дни до заседания местной избирательной комиссии, на котором должен был решаться вопрос о регистрации А. Имендаева кандидатом в законодательное собрание города. Спустя 9 дней А. Имендаева отпустили на свободу, однако срок регистрации кандидатов уже закончился.
В «2007 году активист коалиции Другая Россия» Артём Басыров был недобровольно помещён в психиатрический стационар накануне планировавшегося «Митинга несогласных», одним из организаторов которого выступал А. Басыров. А. Басыров страдал нетяжёлым психическим расстройством, однако реальных оснований для госпитализации не было: Артём нуждался в амбулаторной терапии, но не в недобровольном стационарном лечении. В предоставленном суду мотивированном заключении врачебной комиссии тяжесть психического расстройства была грубо преувеличена. Не было оснований для стационарного лечения и в случае с Андреем Новиковым — журналистом, заключённым в тюрьму по обвинению в «экстремизме» после того, как он публично критиковал политику В. Путина в Чечне, и направленным на принудительное психиатрическое лечение. Объективное судебное разбирательство не нашло бы состава преступления в предъявляемых А. Новикову обвинениях, однако решить дело наиболее удобным образом позволили наличие давнего психиатрического диагноза вкупе с расширительной трактовкой понятия «опасности» как причины недобровольной госпитализации.
Широко известным стал и получил освещение в международной прессе случай Ларисы Арап, активистки Объединённого гражданского фронта из г. Апатитов, госпитализированной после того, как она дала местной газете интервью, в котором резко критиковала состояние государственных психиатрических больниц в Мурманской области. Несмотря на то, что у Л. Арап имелось психическое расстройство, требующее лечения, её госпитализация была необоснованной: Лариса нуждалась лишь в амбулаторной терапии и не представляла опасности ни для себя, ни для окружающих. Стационирование осуществилось в грубой форме и сопровождалось применением насилия. Отказ администрации больницы от перевода Л. Арап на амбулаторное лечение был продиктован явно не медицинскими соображениями. После того, как российский уполномоченный по правам человека послал делегацию в Апатиты для пересмотра дела Л. Арап, Лариса была освобождена.
Правозащитная деятельность Дмитрия Щекотова, отстаивавшего права простых жителей Муромцевского района в конфликтах с начальством и представителями местной власти, привела к обвинению его в клевете на главу местной судебной власти и к недобровольной госпитализации. Проведя в «буйном отделении» более двух суток в тяжёлых условиях, без пищи, воды и лекарств, Щекотов был признан комиссией врачей Омской психиатрической больницы вменяемым и выпущен на свободу. Пребывание в течение двух суток без необходимых Щекотову глазных капель нанесло ущерб здоровью правозащитника: Щекотов полностью лишился зрения. Саргатский правозащитник Николай Скачков также был недобровольно госпитализирован в психиатрическую больницу Муромцевского района, однако провёл в ней восемь месяцев. Психиатрическое обследование ему предписали пройти по той причине, что, по подозрению следователей, он страдает «обострённым чувством справедливости».
В Калмыкии руководитель гуманитарной организации «От сердца к сердцу» Лидия Дорджиева была помещена в психиатрическую больницу после того, как она возглавила голодовку инвалидов и многодетных матерей, протестовавших против задержки выплат государственных пособий. Врачи признали Л. Дорджиеву здоровой, примерно через неделю она была выписана и впоследствии получила убежище за рубежом.
Причиной применения недобровольных мер к Валентине Сильченко стал конфликт между нею и дочерью Надеждой из-за трёхкомнатной квартиры в центре Москвы. Дочь Валентины намеревалась выехать за границу и перед этим разменять квартиру, однако В. Сильченко не соглашалась на размен. Несколько раз Н. Сильченко удавалось добиться недобровольной госпитализации матери. В очередной раз выйдя на свободу, Валентина оспорила заочно принятое решение о её недееспособности. Также она возбудила судебный иск против тех, кто лишил её свободы; дело тянулось несколько лет, однако в конечном счёте госпитализация была признана незаконной, а врачей психоневрологического диспансера, выписавших направление, обязали выплатить Валентине компенсацию.
В 2013 году организации, входящие в Международную платформу «Гражданская солидарность», указали на несколько новых случаев политического использования психиатрии на постсоветском пространстве. В совместном заявлении (подписи под которым поставили 26 организаций, в том числе Московская Хельсинкская группа, Ассоциация украинских мониторов соблюдения прав человека в деятельности правоохранительных органов, Грузинская Ассоциация молодых юристов, Международное партнёрство по правам человека (Бельгия), Норвежский Хельсинкский комитет и др.) говорилось:
Такими случаями является помещение общественной активистки из Украины Раисы Радченко на принудительное лечение как месть за её активную общественную позицию; содержание в психиатрической клинике адвоката из Казахстана Зинаиды Мухортовой, занимающейся защитой прав человека и противодействием коррупции; принудительное лечение врача-психиатра из Беларуси Игоря Постнова в той же психиатрической клинике, в которой он работал, как следствие его публичной критики политики правительства и городской системы здравоохранения; вынесение 8 октября 2013 года в России участнику демонстрации 6 мая 2012 года на Болотной площади в Москве Михаилу Косенко приговора с направлением на бессрочное принудительное лечение в психиатрическую больницу.
Ситуацию Михаила Косенко многие эксперты и правозащитники сравнивали с советским опытом использования психиатрии в политических целях. Судебное постановление о принудительном лечении было, по оценке В. Шухардина, адвоката Косенко, немотивированным: в нём грубо проигнорированы позиция защиты, показания свидетелей, показания потерпевшего и видеоматериалы (Михаил обвинялся в нападении на сотрудника ОМОНа, однако на видеозаписи видно, что М. Косенко находился на значительном расстоянии от потерпевшего и удары ему наносил другой человек). Как отмечал Ю. Савенко, эксперты в своём заключении резко и необоснованно утяжелили диагноз — «параноидная шизофрения» вместо «вялотекущей неврозоподобной шизофрении», с которой Косенко добровольно наблюдался и лечился многие годы амбулаторно, никогда не проявляя агрессии и принимая лишь сравнительно «мягкие» препараты. Международная организация Amnesty International объявила М. Косенко «узником совести».
Очень большой резонанс приобрело дело Александра Габышева — якута по национальности, по образованию историка. Габышев изучал шаманизм и несколько раз (в 2018 и в 2019 годах) отправлялся в пеший поход в Москву с целью провести на Красной площади «шаманский ритуал по изгнанию Владимира Путина». Его походы вызвали массовый интерес, в пути к Габышеву присоединялись десятки людей, в городах при его появлении начинались митинги. В сентябре 2019 года Габышева на границе с Иркутской областью задержала полиция, после чего его направили на психиатрическое обследование в Якутске, которое признало его душевнобольным. В мае 2020 года Габышева арестовали в его собственном доме и на два месяца поместили в Якутский республиканский психоневрологический диспансер. Недобровольную госпитализацию Габышева подвергли критике мэр Якутска С. Авксентьева, вице-спикер Госсобрания Якутии В. Губарев и депутат Госдумы РФ от Якутии Ф. Тумусов, а правозащитный центр «Мемориал» признал Габышева политзаключённым. В январе 2021 года, после того как Габышев заявил о своём намерении снова отправиться в Москву, его опять арестовали у него дома в Якутске и отправили в диспансер. В феврале того же года суд удовлетворил иск врачей психоневрологического диспансера о недобровольной госпитализации Габышева, а позднее было возбуждено уголовное дело по статье 318 УК о «применении насилия к представителю власти» (утверждалось, что при задержании в его доме Габышев ранил сотрудника Росгвардии самодельным холодным оружием — в доме имелись следы крови, однако экспертиза для определения, чья это кровь, не проводилась) и по статье 280 УК («призывы к экстремистской деятельности»). 26 июля Якутский городской суд признал Габышева невменяемым и вынес решение направить его на принудительное лечение в психиатрическую больницу с интенсивным наблюдением. В сентябре 2021 года Amnesty International потребовала от российских властей освободить Габышева, отметив, что «его приговорили к бессрочному принудительному психиатрическому лечению исключительно за мирное осуществление права на свободу выражения мнений». Amnesty International признала Габышева узником совести. С октября 2021 года Габышев находился на принудительном лечении в Новосибирской психиатрической больнице специализированного типа, а с апреля 2022 года — в психиатрической больнице специализированного типа в Уссурийске.

### Недобровольное освидетельствование без достаточных оснований
По данным Уполномоченного по правам человека в РФ в 1998—2004 гг. О. Миронова (доклад за 1999 год), большое число нарушений прав граждан связано с недобровольными освидетельствованиями лиц без их согласия или согласия их законных представителей. Согласно части 4 статьи 23 Закона «О психиатрической помощи…», решение об освидетельствовании должно приниматься на основании предположения о наличии у человека тяжёлого психического расстройства, если он представляет непосредственную опасность для себя или для окружающих, или находится в беспомощном состоянии, или может нанести существенный вред своему здоровью вследствие ухудшения психического состояния, если будет оставлен без психиатрической помощи. Обычно такое предположение носит вероятностный характер. Некоторые врачи-психиатры — пишет О. Миронов — трактуют данное положение излишне широко, и это приводит к тому, что для освидетельствования часто бывает достаточно жалобы соседей, жалобы сотрудников ЖЭКа, почтового отделения и т. д., при этом очень часто гражданину может быть нанесён значительный моральный вред.
Например, в республике Башкортостан, как отмечал О. Миронов, некоторые врачи-психиатры, не встречаясь с больными, обращались в суды с заявлением о даче санкции на их недобровольное психиатрическое освидетельствование, и суды давали санкции, также не выслушав и не видя больного. Пример — случай гражданина Б., вслед за этим в кассационном порядке обжаловавшего решение суда. Верховный суд Республики Башкортостан отменил постановление районного суда г. Уфы о недобровольном освидетельствовании гражданина Б., обосновав своё решение тем, что данных, которые могли бы служить основанием для такого освидетельствования, в предоставленной документации не было. При проверке представленных материалов выяснилось, что гражданин Б. — член Союза писателей республики, ведёт трезвый образ жизни, пользуется доверием и уважением соседей. Заключение психиатрического учреждения о необходимости освидетельствования было основано лишь на анализе писем и обращений гражданина Б. в органы власти.
В материалах общественной приёмной Независимой психиатрической ассоциации указывалось, что случаи простого психиатрического освидетельствования, тем более недобровольного, активно используются в корыстных целях, «начиная от злоупотребления квартирами до политической дискредитации и манипулирования».

### Недееспособность: злоупотребления и ошибки
Как отмечают правозащитники, несовершенство существующего в российской правовой системе института недееспособности приводит к частым нарушениям прав недееспособных:201: например, к злоупотреблениям в целях присвоения имущества. Приватизация в 1990-е гг. привела к тому, что количество судебных дел о недееспособности возросло в 3—4 раза: в одних случаях людьми движет желание защитить родственников, страдающих психическими расстройствами, от квартирных махинаций, в других случаях — стремление завладеть квартирой своих престарелых или больных родственников, прикрываясь диагнозом «недееспособность». Не обязательно роль в этих случаях играет коррупция медицинских или правоохранительных органов; порой имеют место врачебные ошибки, в частности из-за побочных действий препаратов, в некоторых случаях приводящих к тому, что человек может выглядеть неадекватно.
По словам известного юриста Ю. Аргуновой, в 90 процентах случаев судебно-психиатрических экспертиз на предмет выявления недееспособности граждане признаются недееспособными. Правозащитник С. Курбанов указывает, что эксперты выносят своё заключение, имея в деле обычно лишь заявление, в котором психическое расстройство лица заведомо «утяжелено», и определение суда о назначении судебно-психиатрической экспертизы с приложением набора медицинской документации. Данные о социальном статусе лица в преобладающем большинстве случаев отсутствуют. На прошедшей в 2009 году конференции, посвящённой правовым и этическим проблемам психиатрической помощи, отмечалось, что суды часто отождествляют психическое расстройство с недееспособностью и не ставят перед экспертами задачу выяснить, в каких именно ситуациях лицо не может понимать значение своих действий и руководить ими.
Как утверждает исполнительный директор Независимой психиатрической ассоциации Л. Виноградова, эксперты-психиатры излишне легко выносят суждение, что человек не может понимать значения своих действий и руководить ими, и не обосновывают свои заключения. Проводя экспертизу, они доказывают наличие хронического психического расстройства и затем используют формулировку «как страдающий хроническим психическим расстройством не может понимать значение своих действий и руководить ими», при том что в действительности далеко не каждый человек с хроническим психическим расстройством не понимает значения своих действий. Л. Виноградова подчёркивает, что следует обосновывать это утверждение, показать, в каких именно сферах лицо с психическим расстройством является несостоятельным.
По мнению адвоката Ю. Ершова, члена Московской рабочей группы по реорганизации психоневрологических интернатов, многие пациенты российских психоневрологических интернатов (ПНИ) лишены дееспособности неправомерно. Как отмечает Ю. Ершов, судьи подходят к вопросам о лишении дееспособности излишне формально, почти всегда всецело полагаясь на заключение врачебной экспертизы и игнорируя возможность других доказательств, которые, возможно, могли бы его опровергнуть. Пациенты ПНИ фактически лишены права на защиту при лишении их дееспособности — им не дают возможности ознакомиться с заявлением, нанять адвоката, пригласить свидетелей и собрать документы. Порой экспертиза проводится заочно: при этом слово в слово переписывается заявление интерната, а сам пациент ПНИ членами экспертной комиссии не обследуется. Ю. Ершов подчёркивает, что «…дела о лишении дееспособности часто рассматриваются за 15, а то и пять минут».
Согласно Ю. Аргуновой, институт недееспособности используется родственниками «для того чтобы оставить за собой дачу, чтобы отнять у близкого наследство, чтобы кто-то не имел возможности воспитывать своего ребёнка или [в целях] упростить процедуру бракоразводного процесса». По утверждению адвоката Ю. Фомина, «родственники или соседи используют подкуп врачей или сговор с ними на участие в будущей прибыли».
Правозащитниками указывалось, что возможность злоупотреблений, в том числе присвоения недвижимости или другого имущества пациентов, возникает, в частности, со стороны психиатрических больниц, нередко выполняющих функции опекунов госпитализированных недееспособных лиц:430. Аналогичным образом недееспособные лица, помещённые в психоневрологические интернаты, являются бесправными в отношениях с этими учреждениями, выполняющими функции опекунов. В СМИ отмечалось, что выпускников детских домов и школ-интернатов порой отправляют незаконно в психоневрологические интернаты, лишая их квартир и массово признавая недееспособными, причём экспертизы проводятся заочно.
Известные примеры — случаи Павла Штукатурова и Кати Тимочкиной. П. Штукатуров был признан недееспособным заочно, не будучи извещён о судебном заседании, и длительное время не знал о своей недееспособности. 27 марта 2009 года Европейский суд по правам человека вынес решение по делу «Штукатуров против России»; в решении было признано нарушение ряда статей Европейской Конвенции о защите прав человека и основных свобод. 27 февраля 2009 года Конституционный Суд России признал не соответствующими Конституции ряд положений Закона о психиатрической помощи и ГПК РФ, касающихся признания гражданина недееспособным и госпитализации недееспособного в психиатрический стационар. Поводом к рассмотрению послужили жалобы П. Штукатурова, М. Яшининой и Ю. Гудковой, признанных недееспособными в их отсутствие, без извещения о принятом судом решении. Заявители утверждали, что опекуны действовали в корыстных целях, стремясь завладеть их недвижимостью.
Страдающая церебральным параличом сирота-инвалид Катя Тимочкина с 6 лет, невзирая на нормальный интеллект, жила в интернатах для лиц с глубокой умственной отсталостью, будучи с детства была лишена основных прав ребёнка и прав инвалида, образования и реабилитации: она не училась в школе, не проходила обследования и не получала лечения по своему заболеванию, у неё не было индивидуальной программы реабилитации инвалида, санаторно-курортного лечения, кресла-коляски с ручным управлением, месяцами Катя не бывала на свежем воздухе, поскольку в здании отсутствовали лифт и пандусы. Когда Екатерине исполнилось 18 лет, она была лишена дееспособности с процессуальными нарушениями и переведена против своей воли из Самары в интернат для психически больных в г. Похвистнево. Стационарная судебно-психолого-психиатрическая экспертиза признала Тимочкину психически здоровой и не нуждающейся в опеке; тем не менее, все решения продолжала за неё принимать администрация интерната. Благодаря участию в судьбе Кати Тимочкиной Уполномоченного по правам человека в РФ В. Лукина, депутата Госдумы О. Смолина, Общественной палаты, Департамента здравоохранения Москвы, Уполномоченного по правам человека в Самарской области и газеты «Известия» удалось добиться решения о транспортировке девушки в специализированный реабилитационный центр в Москве для прохождения двухмесячного курса реабилитации. При поддержке Уполномоченного г. Самары и аппарата Уполномоченного по правам человека в РФ тётя Екатерины получила разрешение от опеки взять Катю в отпуск на 1 месяц; по просьбе депутата О. Смолина Московский департамент образования зачислил Катю в московскую интернат-школу. 13 августа 2009 года Кировский районный суд г. Самары признал Екатерину дееспособной.
В 2011 году в Новосибирске, по данным, публиковавшимся в СМИ, судебно-психиатрический эксперт областной психиатрической больницы Е. Феськова была признана виновной в получении взятки за помощь в признании недееспособным психически здорового человека; по приговору суда врача-эксперта приговорили к лишению свободы в исправительной колонии общего режима.

### Невменяемость: злоупотребления и ошибки
В советской судебной психиатрии имела место ситуация, противоречащая принципу презумпции психического здоровья: психиатр-эксперт не только приходил к выводу о факте совершения подэкспертным общественно опасного деяния (прежде чем его причастность или непричастность к этим действиям будет доказана в суде), но на этом основании также оценивал опасность подэкспертного, заявляя о необходимости принудительных мер и помещения его в специальные условия. Функция правосудия в таких случаях сводилась к подтверждению заключения эксперта de jure, и это создавало благоприятную почву для злоупотреблений психиатрией, вызывало их обоснованную критику.
В постсоветской российской судебно-следственной практике заключение экспертов о невменяемости обвиняемого нередко приводит к тому, что сбор доказательств прекращается и в суд направляется дело о применении медицинских мер принудительного характера. В результате люди с психическими расстройствами порой оказываются на принудительном лечении необоснованно, даже если на самом деле не совершили противоправных действий.
Председатель «Комитета за гражданские права» Андрей Бабушкин назвал «трагедией нашей страны» ситуацию, при которой человек, получивший психиатрический диагноз, становится беззащитен перед судебной системой. Как отмечал А. Бабушкин, в его практике был случай, когда человек, вина которого заключалась в том, что он помог двум ворам украсть холодильник, провёл в психиатрическом стационаре много лет; при этом один из основных участников преступления получил год условно, другой находился в тюрьме лишь год. Председатель «Комитета…» упомянул также о случае, когда диагноз психического расстройства был поставлен человеку, который вызвал скорую помощь к окровавленной девушке в подъезде и был обвинён в изнасиловании. Согласно опыту А. Бабушкина, люди с психиатрическими диагнозами при уголовном обвинении нуждаются в более надёжной защите, чем при отсутствии диагноза.
По утверждению Л. Виноградовой, всё чаще в заключениях судебно-психиатрической экспертизы по уголовным делам отсутствует обоснование того, почему обвиняемый в момент инкриминируемого ему деяния не мог осознавать фактический характер и общественную опасность своих действий. Эксперты при этом ограничиваются лишь указанием наличия «хронического психического расстройства». Кроме того, порой имеют место заключения судебно-психиатрических экспертиз, содержащие формулировку «следует считать вменяемым (невменяемым)», хотя на самом деле вынесение решения о вменяемости или невменяемости обвиняемого должно являться прерогативой суда.
Широко известным стал случай Дмитрия Медкова, 17-летнего юноши, обвинённого в убийстве собственной сестры (по версии правоохранителей, Дмитрий расчленил и сжёг тело убитой им девушки), который провёл в психиатрической больнице 3 года, получив диагноз «шизофрения» в Центре им. Сербского, и, тем не менее, оказался невиновным: выяснилось, что сестра Дмитрия Медкова из-за конфликтов с родителями ушла из дома, втайне от родственников вышла замуж и уехала жить в Дагестан. Во время своего пребывания в больнице Дмитрий принимал многие нейролептики, которые, по его собственным словам, переносил тяжело; порой он получал их в качестве наказания. Вследствие приёма этих препаратов у Дмитрия развились хронические неврологические нарушения.
Известность получили судебные разбирательства в отношении организации «Ф.А.К.Э.Л.-П.О.Р.Т.О.С.» — молодёжной коммуны макаренковского типа, занимавшейся образовательной и культурной деятельностью, а также перевоспитанием беспризорников и создавшей успешные хозяйства под Харьковом и под Москвой. В 2000 году коммуна была разгромлена Люберецким РУБОПом с грубыми нарушениями законодательства; членов организации безосновательно обвинили в создании «незаконного вооружённого формирования». В частности, Ю. Давыдов был осуждён, приговорён к заключению и направлен на принудительное лечение с диагнозом «шизофрения, бредовые идеи перестройки и реформаторства общества», выставленным в Центре им. Сербского. Диагноз «шизофрения» также получил и был признан невменяемым Е. Привалов; защита настаивала на оправдании Давыдова и Привалова «как психически здоровых людей». Ю. Приведённую экспертиза в конечном счёте признала психически здоровой. Дело Ю. Приведённой тянулось длительное время; по мнению правозащитников, назначение стационарной судебно-психиатрической экспертизы явилось методом устрашения и давления на подследственную.
Чрезвычайную известность получило дело полковника Буданова, выросшее, по некоторым оценкам, «в сопоставимое с делом Дрейфуса и делом Бейлиса». Согласно опросам населения, роль судебно-медицинских экспертов в большинстве экспертиз по делу Юрия Буданова, осуществившего похищение и убийство Э. Кунгаевой, оценивалась однозначно: «отмазывают». Государственный обвинитель А. А. Дербенев в своей речи на суде 27 декабря 2002 года указывал, что диагнозы «органическое расстройство личности» и «посттравматическое стрессовое расстройство», выставленные обвиняемому, очень редко влекут невменяемость: «Таким образом, у нас в данном судебном процессе выявился не то что редкий, а уникальный случай, когда Ю. Д. Буданов практически один из 10000 испытуемых с таким диагнозом и с такими критериями невменяемости». В конечном счёте (когда, при последней экспертизе, была сформирована комиссия из экспертов всех заинтересованных сторон) Буданов был признан вменяемым.
По мнению международной правозащитной группы «Агора», высказанному в докладе «Политическая психиатрия в России», следственные органы и суды нередко пытаются использовать угрозу помещения в психиатрический стационар как способ давления на обвиняемых. Согласно приводимым данным (группа «Агора» со ссылкой на Центр психиатрии и наркологии имени Сербского), число проводимых судебно-психиатрических экспертиз стабильно растёт с 2004 года, а в 2014 году произошёл резкий (до 11,5 %) скачок. При этом данные сильно различаются по регионам: так, в 2014 году в среднем по России из лиц, подвергнутых судебно-психиатрической экспертизе, было признано невменяемыми 6,6 %, однако во Владимирской области — 16 %, в Свердловской области — 16,6 %, а в Дагестане — 22,6 %. Такой значительный разброс, по-видимому, свидетельствует о разных подходах и разных уровнях взаимодействия следствия и суда с одной стороны и психиатров — с другой. Следствие и суд, как отмечают авторы доклада «Агоры» кандидаты юридических наук Д. Гайнутдинов и П. Чиков, заинтересованы в признании подсудимых невменяемыми, поскольку списать дело на принудительные меры медицинского характера равнозначно вынесению обвинительного приговора и не является минусом в послужном списке ни следователя, ни судьи, однако при этом усилий по доказыванию обстоятельств дела и поддержанию обвинения затрачивается намного меньше; иными словами, назначение экспертизы в рамках уголовного дела — удобный способ делегировать решение вопроса о виновности психиатрам.
Существенной проблемой как в советское, так и в постсоветское время была симуляция преступниками психических заболеваний, чтобы избежать уголовной ответственности. Во время перестройки в советской прессе публиковалось множество статей, в которых критиковалась практика госпитализации психически здоровых преступников, признанных невменяемыми. Так, согласно данным, публиковавшимся в «Медицинской газете», взяточничество в СССР привело к целой системе, с помощью которой преступники получали возможность избежать наказания, подвергаясь госпитализации в психиатрические больницы. Эта система приводила к освобождению особо опасных преступников через 2—3 года:321.
В постсоветское время тоже были широко распространены случаи «покупки» психиатрических диагнозов преступниками с целью избежать длительного тюремного заключения. Судебно-психиатрическая экспертиза признавала подследственного невменяемым за соответствующую плату, в результате чего он оказывался в психиатрическом учреждении, где быстро «выздоравливал», и спустя год-полтора комиссия приходила к выводу о том, что он излечился. Таким образом «заказчик» через сравнительно короткий период времени оказывался на свободе, вместо того чтобы отбывать долгий срок наказания за тяжёлое преступление. Цена зависела от серьёзности преступления и от желаемого срока пребывания в психиатрической больнице. Случаи такого рода окружены были строгой секретностью и длительное время не признавались официально; в этой сфере были задействованы огромные деньги, вовлечены были как известные психиатры, так и государственные чиновники. Лишь в 2004 году получил большую известность такого рода случай в Грузии; после публичного скандала министр здравоохранения уволил всех судебных психиатров в стране с целью сформировать новую судебную психиатрию.:261
Случаи, когда к невиновным применялись принудительные меры медицинского характера, происходят не только на территории бывшего СССР. Так, профессиональная ассоциация психиатров Голландии рекомендовала судебным психиатрам воздерживаться от рекомендаций суду по вопросу (не)вменяемости в случаях, когда подозреваемый отрицает совершение преступления, поскольку порой имели место ошибки, приводившие к тому, что обвиняемый, признанный невменяемым, годами находился в судебно-психиатрической больнице, а затем выяснялась его невиновность. Как отмечали несколько профессоров судебной психиатрии, если при содействии судебных психиатров человек, отрицающий совершение им преступления, попадает в судебно-психиатрическую клинику, он практически лишается возможности оттуда выйти: тот, кто отрицает, не может быть «излечен». По словам N. Duits, «Мы, психиатры, должны заниматься своим делом. …О каком установлении причинной связи с деликтом может идти речь, если человек отрицает совершение им преступления. Обычно эксперт разбирает деликт вместе с подозреваемым, чтобы установить, как расстройство влияет на его мышление, чувства, действия и волеизъявление. Если он отрицает преступление, единственное, что вы можете отметить, это наличие у него психического расстройства».

### Применение психотропных средств не по показаниям
В психиатрической практике известны факты использования таких препаратов, как сульфозин и аминазин, для наказания пациентов в связи с их «проступками» или непослушанием, при этом дозы могли быть тем больше, чем тяжелее был «проступок». Известны и случаи применения медработниками психотропных средств седативного (успокаивающего) действия для создания, например, спокойной обстановки в отделении стационара, чтобы обеспечить свой отдых в ночное время, или ради удобства родственников пациента. Такого рода использование лечебных средств представляет собой грубое нарушение медицинской этики и противоречит российскому Закону о психиатрической помощи и международным этико-правовым документам:131, согласно которым недопустимо назначение снотворных и успокоительных средств не по медицинским показаниям, а для, например, обеспечения удобства врача:131.
1 февраля 2013 года в докладе на Совете ООН известный аргентинский юрист и правозащитник Хуан Э. Мендес приравнял назначение сильных психофармакологических средств не нуждающимся в лечении людям с целью подавления их воли к пыткам.
Психотропные средства часто бесконтрольно используются для коррекции личностных расстройств, так называемого девиантного и диссоциального поведения в психиатрических клиниках и в учреждениях закрытого типа. Такого рода использование характерно для стран с неустойчивыми демократическими традициями. В частности, распространено необоснованное и бесконтрольное применение нейролептиков, транквилизаторов, снотворных средств и антидепрессантов в детских стационарах и интернатах психиатрического профиля, в специализированных закрытых учреждениях для социально дезадаптированных детей и подростков и в детских домах общего типа.
В постсоветское время в СМИ отмечаются имеющие место в российских детских домах и специализированных домах-интернатах случаи применения не по показаниям нейролептиков для успокоения и в воспитательных целях, а также случаи неоправданной госпитализации в психиатрические больницы, где дети тоже получают нейролептики, что приводит к тяжёлым последствиям для психического и физического здоровья детей. Факты использования в домах-интернатах для детей с умственной отсталостью в целях наказания таких препаратов, как галоперидол и аминазин, отмечал и В. П. Лукин, Уполномоченный по правам человека в РФ.
По словам Л. Виноградовой, подросткам с психопатоподобным поведением, которое не всегда бывает обусловлено психическим расстройством, порой неоправданно назначаются те или иные психотропные средства; в психиатрических больницах обычна практика назначения подросткам сильнодействующих препаратов, «для того чтобы просто снизить уровень активности. По выходным, в дни посещений, все, как правило, повышают дозировки препаратов, чтобы персонал мог существовать спокойно, чтоб не было драк, побегов. Всякий побег трактуется как протест, агрессия и непременно приводит к использованию аминазина. Это тяжёлый нейролептик».
Нередко причинами неверного выбора препарата в психиатрии, использования слишком высоких доз типичных нейролептиков и неоправданной политерапии являются врачебные ошибки, обусловленные недостаточной квалификацией врача-психиатра, отсутствием доступной литературы, ориентированной на практических врачей, укоренившимися привычками, стремлением идти по линии наименьшего сопротивления и т. п.
Согласно опубликованным в 2001 году данным, независимая экспертиза адекватности фармакоррекционных схем в психиатрических клиниках и специальных закрытых учреждениях Новосибирска методом случайного выбора выявила, что по меньшей мере каждый третий пациент получает неадекватно высокую дозу нейролептиков, антидепрессантов или транквилизаторов и что это сопровождается выраженными побочными явлениями, наносящими психический и физический ущерб пациентам.

#### Применение не по показаниям в западных странах
По данным зарубежных исследований (A. Wilkie et al., Psychiatric Bulletin), назначение нейролептиков в высоких дозах больше связано с прошлой репутацией пациентов и различиями во врачебном подходе, чем с текущим состоянием пациентов.
Согласно данным, опубликованным в The Washington Post, американских медицинских экспертов, политиков и адвокатов пациентов беспокоит стремительный рост назначений атипичных нейролептиков не по показаниям. Эти препараты одобрены в основном для лечения шизофрении и биполярного аффективного расстройства (некоторые из них — также для лечения тяжёлой депрессии), однако часто выписываются необоснованно для терапии других расстройств: например, тревожности, синдрома дефицита внимания, расстройств сна, поведенческих проблем у маленьких детей, деменции, расстройств личности, посттравматических стрессовых расстройств, пищевых расстройств, трудностей обучения и даже увлечения азартными играми. В 2010 году объём продаж нейролептиков составил более 16 миллиардов долларов; нейролептики являются едва ли не наиболее продаваемыми препаратами, опережая по объёму продаж антидепрессанты. Исследование, результаты которого были опубликованы в 2011 году, показало, что количество назначений нейролептиков не по показаниям удвоилось в период с 1995 по 2008 год — с 4,4 миллиона до 9 миллионов.
Автор статьи в The Washington Post отмечает также, что, по данным двух недавних докладов, дети в приёмных семьях (порой даже младенческого возраста) принимают значительно больше психотропных препаратов, чем другие дети, в том числе с тяжёлыми психическими расстройствами. В статье приводится утверждение известного педиатра Марка Хелма, что нейролептики обычно назначаются детям для контроля агрессивного поведения, часто обусловленного бедностью или семейными проблемами. Ссылаясь на федеральную программу, которая помогает семьям, имеющим детей-инвалидов, Хелм указывает, что частое применение антипсихотиков служит и другой цели: чтобы иметь право на пособие SSI, выгодно иметь ребёнка, у которого диагностировано психическое заболевание.
М. Анджелл в статье, опубликованной в The New York Review of Books, пишет, что, поскольку семьи с низким доходом испытывают растущие финансовые трудности, многие из них приходят к выводу, что обращение за пособиями Дополнительного социального дохода (SSI) на основании инвалидности по психическому заболеванию является единственным способом выжить. Это пособие значительно больше, чем социальное обеспечение, и гарантирует, что семья будет также иметь право на Медикейд (медицинское страхование). Как указывает М. Анджелл, в проведённом Ратгерским университетом исследовании было обнаружено, что антипсихотики принимают в четыре раза больше детей из семей с низким доходом, чем детей, застрахованных в частном порядке.
В The New York Times были опубликованы данные о том, что, согласно официальным данным, в штате Миннесота платежи производителей лекарств психиатрам с 2000 по 2005 год возросли более чем в шесть раз, до $1,6 млн. За те же годы количество рецептов, выписываемых на антипсихотические препараты для детей в рамках программы Медикейд Миннесоты, возросло более чем в девять раз. В среднем психиатры Миннесоты, получившие по крайней мере $5000 от производителей атипичных антипсихотиков с 2000 по 2005 год, выписали в три раза больше рецептов на атипичные антипсихотики для детей, чем психиатры, получившие меньше денег от производителей или не получившие их вообще. В Миннесоте психиатры собрали больше денег от производителей лекарств за этот период, чем врачи любой другой специальности. Выплаты отдельным психиатрам находились в диапазоне от $51 до более чем $689 000, со средним значением $1750; однако эти данные являются неполными, и, по-видимому, реальные доходы врачей, полученные от производителей, составляют значительно больше.
В 2006 году в маленьком городке неподалёку от Бостона четырёхлетняя девочка Ребекка Райли умерла от комбинации клонидина и депакота, назначенных ей вместе с сероквелем для лечения СДВГ и биполярного аффективного расстройства — диагнозов, которые она получила в двухлетнем возрасте. Ни один из этих трёх препаратов не был одобрен для лечения СДВГ или длительного применения при биполярном расстройстве, и ни один не был одобрен для детей возраста Ребекки. Те же самые диагнозы были поставлены двум старшим детям родителей Ребекки, и каждый из детей принимал по три психотропных препарата. Родители получали пособия SSI на этих детей и себя, совокупный доход семьи от SSI составил около 30 000 долларов в год.
Согласно исследованию, результаты которого были опубликованы в 2008 году в журнале Child and Adolescent Psychiatry and Mental Health, частота назначений антидепрессантов и стимуляторов в США в три раза (или более) выше по сравнению с Нидерландами и Германией, а нейролептики назначаются в 1,5—2,2 раза чаще. По данным крупного исследования CDC (Центры по контролю и профилактике заболеваний США, англ. Centers for Disease Control and Prevention), более двух третей от общего числа пациентов, принимающих антидепрессанты, в действительности в них не нуждаются, однако лишь треть людей с тяжёлой депрессией, нуждающихся в антидепрессантах, принимают эти препараты. Кроме того, многие из пациентов, по-видимому, остаются на антидепрессантах слишком долго: свыше 60 % принимают их в течение более чем двух лет, и 14 % — в течение более чем 10 лет. Большинство рецептов на антидепрессанты выписываются не психиатрами, а врачами первичного звена медицинской помощи, имеющими мало опыта в области психиатрической диагностики и лечения.
В 2015 году в журнале The Journal of Clinical Psychiatry были опубликованы результаты исследования, включившего 1071 пациентов, принимавших антидепрессанты, по данным которого 69 % этих пациентов никогда не соответствовали критериям большого депрессивного расстройства, а 38 % никогда не соответствовали критериям обсессивно-компульсивного расстройства, панического расстройства, социальной фобии или генерализованного тревожного расстройства.
На Западе отмечаются частые случаи назначения нейролептиков престарелым людям, страдающим деменцией, не по показаниям. В публикации The New York Times
отмечалось, что, согласно проведённому Министерством здравоохранения аудиту, приблизительно каждый седьмой житель домов для престарелых получал атипичные антипсихотики, опасные для пожилых людей, по показаниям, не соответствующим допустимым критериям федеральных регулирующих агентств. Аудиторы сделали вывод, что в 83 % случаев нейролептики назначались по показаниям, не одобренным FDA («офф-лейбл»), а в 88 % — пациентам с деменцией, для которых подобные назначения могут оказаться смертельно опасными. Причиной такого положения вещей во многих случаях являются взятки, выплачиваемые производителями лекарственных средств. В Великобритании наблюдается сходная картина: около 180 000 престарелых пациентов в год получают антипсихотики в домах для престарелых, больницах и в собственных домах, назначаемые для того, чтобы контролировать приступы агрессии. Однако, по данным правительственных экспертов, в приблизительно в 150 000 случаев (83 %) приём этих препаратов был не нужен, и у 1800 человек случаи смерти оказались связаны с применением данных психотропных средств. Исследование, проводившееся в Шотландии, показало, что четверть лиц, находящихся в домах для престарелых, получают антипсихотики, которые им нередко дают для того, чтобы они не бродили и «слушались». В Швеции исследование, охватившее 762 человек, живущих в домах престарелых, показало, что 67 % из них было назначено 10 или больше лекарств; трети были назначены три или более психотропных препаратов, около половины принимали антидепрессанты или транквилизаторы.
Широко распространённой проблемой является излишне частое назначение бензодиазепинов. В книге «Проблемные лекарства», впервые опубликованной в 1990-е годы, известный журналист, исследователь и лоббист по ряду вопросов международного здравоохранения Эндрю Четли писал, опираясь на статистику, что чрезмерное использование бензодиазепинов (например, при состояниях лёгкой тревоги) имеет место в Великобритании, Франции, Испании, Канаде, Южной Африке. Так, в Великобритании в 1985 году более 23 % населения принимали транквилизатор по крайней мере один раз в год, из них 35 % (3,5 миллиона людей) принимали транквилизаторы в течение четырёх месяцев и дольше — то есть тогда, когда данные препараты уже неэффективны, и на гораздо более долгий срок, чем они обычно должны назначаться. В 1987 году в Великобритании было выписано 25 миллионов рецептов на бензодиазепины. Как пишет Четли, причины, по которым людям назначались транквилизаторы, очень разнообразны и включают страх смерти, неуверенность в себе, статус бездомного, уход за активным/плачущим ребёнком, нервозность перед собеседованием, перемену работы, проблемы со щитовидной железой, астму и др.

### Условия пребывания в закрытых учреждениях
По данным Всемирной организации здравоохранения, в учреждениях закрытого типа люди, страдающие психическими расстройствами, часто «содержатся в жутких условиях и лишены элементарного ухода. Их также подвергают пыткам и другому жестокому, бесчеловечному и унижающему человеческое достоинство обращению, включая сексуальную эксплуатацию и физическое насилие».
Представители Европейского комитета по предупреждению пыток и бесчеловечного или унижающего достоинство обращения или наказания, неоднократно посещавшие РФ, каждый раз обнаруживали серьёзные нарушения прав пациентов в психиатрических больницах. О том же свидетельствуют и данные государственных органов здравоохранения РФ: так, специальная комиссия Министерства здравоохранения РФ признала обоснованными 30 % жалоб на нарушения прав человека в стационарах за 2001 год.
Весной — летом 2003 года Независимой психиатрической ассоциацией России, Московской Хельсинкской группой и сетью региональных правозащитных организаций было проведено мониторинговое исследование в российских психиатрических стационарах. Мониторинг обнаружил такие проблемы, как грубое обращение с пациентами медперсонала и случаи агрессии персонала по отношению к пациентам, неудовлетворительные условия содержания, скученность в палатах, применение жестоких мер стеснения (например, заворачивание в мокрую простыню в случае возбуждения), цензурирование корреспонденции пациентов, в том числе жалоб в государственные органы, и изымание некоторых писем. Говорилось об излишне частом помещении госпитализируемых пациентов в наблюдательные палаты, что дополнительно ограничивает пациентов в их свободе: пациент не имеет права зачастую даже выйти из палаты без сопровождения медперсонала, в наблюдательной палате имеется круглосуточный медицинский пост, особенно часто применяются меры физического стеснения. В некоторых отделениях в наблюдательные палаты помещаются все поступающие пациенты, вне зависимости от тяжести своего состояния.
Исполнительный директор НПА Л. Виноградова отмечала, что для российских психиатрических стационаров характерны отсутствие уединения, в том числе невозможность в условиях уединения отправлять свои физиологические потребности; в некоторых регионах — отсутствие современных психофармакологических и противосудорожных средств, применение излишне тяжёлых препаратов, вызывающих множество побочных эффектов. Известный психиатр, директор ГНЦ им. Сербского Татьяна Дмитриева указывала, что в российских стационарах применяются препараты старого образца — типичные нейролептики, побочные эффекты которых (паркинсонизм, дистония и др.) европейскими комиссиями приравниваются к пыткам; причём используются эти препараты зачастую без лекарств-корректоров.
В авторитетных публикациях отмечаются массовые нарушения прав граждан, проживающих в психоневрологических интернатах. Нарушения эти происходят повсеместно, и многие из пациентов ПНИ проживают в неблагоприятных условиях. В докладе уполномоченного по правам человека в Пермском крае Т. Марголиной за 2008 год отмечалось, что в Озерском психоневрологическом интернате 14 молодых женщин были подвергнуты медицинской стерилизации без процедуры рассмотрения данного вопроса в судебном порядке, предусмотренной законодательством; эти сведения вызвали бурную реакцию общественности и обсуждение в СМИ. Упоминалось в докладе также и о других фактах нарушения прав пациентов, в частности отсутствии личного жизненного пространства, неприкосновенности и приватности жилища. Владимир Лукин, уполномоченный по правам человека в РФ, писал, что в домах-интернатах для детей с умственной отсталостью дети страдают от физического и психологического насилия, жестокого обращения, эксплуатации и применения методов, унижающих человеческое достоинство.
В правовую группу московского Центра лечебной педагогики постоянно поступают сведения о нарушениях прав в московских и региональных психоневрологических интернатах: к таким нарушениям относятся, в частности, лишение свободы передвижения внутри учреждения (запертые этажи, невозможность выйти на прогулку во двор или в гости в соседнее отделение); отсутствие возможности связаться с внешним миром (нет стационарных телефонов); насильственное помещение проживающих в изоляторы на длительный срок; неоказание необходимой медицинской помощи; использование людей с ментальной инвалидностью в качестве дворников, уборщиков, лифтёров с мизерной оплатой их труда в нарушение трудового законодательства; принуждение пациенток психоневрологических интернатов к абортам; снисходительное или пренебрежительное отношение персонала к проживающим.
По данным Общероссийского народного фронта (проект «Регион заботы»), многие люди, пребывающие в психоневрологических интернатах на так называемом постельном режиме, постоянно испытывают болевой синдром из-за отсутствия медицинской помощи и привязывания к кровати.
В материалах региональной общественной организации инвалидов «Перспектива» отмечалось, что в случаях обращений пациентов психоневрологических интернатов в общественные организации за защитой своих прав администрация интерната нередко начинает применять к пациентам жёсткие меры: ограничивается свобода передвижения, изымается мобильный телефон, гражданин отправляется на лечение в психиатрическую больницу. Как указывалось в докладе Уполномоченного по правам человека в Томской области, ограничения основных прав (на посещения, общение, пользование средствами связи, личными вещами) нередко применяются администрацией как меры управления проживающими в интернатах.
Из года в год в российских психоневрологических интернатах, больницах и домах престарелых происходят пожары, приводящие к гибели многих пациентов. По фактам возгорания нередко возбуждаются уголовные дела. Как утверждает В. И. Маркин, представитель Следственного комитета РФ, пожары обусловлены такими проблемами, как недостаточное финансирование, обветшавшие здания, малочисленность персонала.
Излишне жёсткие условия содержания пациентов отмечаются и в других странах постсоветского пространства. Так, по данным мониторинга Всеукраинской общественной организации инвалидов и потребителей психиатрической помощи «ЮЗЕР», проведённого в 2010 году в психиатрических больницах Крыма, были обнаружены такие факты, как большая скученность в палатах, грубое, неуважительное отношение персонала и применение физического насилия, отсутствие возможности для прогулок, применение излишне жёстких мер физического стеснения (обматывание мокрой простынёй) и др. В 2015 году на Украине наблюдатели Национального превентивного механизма против пыток — органа, работающего совместно с офисом омбудсмена, — заявили, что пациенты психиатрических больниц и психоневрологических интернатов Украины живут в условиях, которые, с точки зрения международного опыта, приравниваются к жестокому обращению и пыткам. В том же году наблюдатели из Национального превентивного механизма описали случаи в Черниговской области, когда подопечные психоневрологических интернатов годами не выходили на улицу, не получали медицинской помощи, жили в грязи и спали в инвалидных колясках вместо кроватей.
Переполненность отделений и недостаточная площадь палатных помещений из расчёта на 1 пациента (от 1,6 м2), отсутствие уединения при отправлении физиологических потребностей, жестокое обращение (оскорбления, грубость, избиения, угрозы, наказания и т. п.) обнаружены были в психиатрических стационарах Казахстана, по результатам мониторинга, проведённого в 2009—2010 гг. астанинским филиалом Казахстанского международного бюро по правам человека и соблюдению законности.
По данным Вольфенсбергера (Wolfensberger), излагаемым в его книге «Новый геноцид обездоленных, старых и ущербных», в США из лиц с психической и физической недостаточностью около 200 тысяч ежегодно умирает в учреждениях здравоохранения и социальной защиты; на смертность влияют такие факторы, как неправильное обращение, пренебрежение, дистанцированность, игнорирование потребностей, недостаточность питания, чрезмерная терапия, и в особенности — применение психофармакологических препаратов, часто приводящее к летальному исходу. К указанным 200 тысячам относятся, в частности, люди с умственной отсталостью, люди с тяжёлыми хроническими психическими или поведенческими расстройствами, старческим слабоумием, тяжёлыми физическими недостатками, соматическими нарушениями и др.

### Эксплуатация труда пациентов
По данным мониторинга психиатрических стационаров за 2003 год, проведённого Независимой психиатрической ассоциацией и другими правозащитными организациями, отмечалось, что широкое распространение в российской психиатрии трудотерапии и такой формы социотерапии, как терапия занятостью, привело к ситуации, при которой многие врачи не чувствуют разницы между различными формами трудо- и социотерапии и использованием труда пациентов. Во многих больницах пациенты привлекаются для доставки пищи и уборки отделений и палат, работают в прачечной и на пищеблоке, помогают в ремонтных работах отделения и участвуют в разгрузочно-погрузочных работах, привлекаются к покраске заборов, чистят животных в подсобном хозяйстве и т. п.
По информации доктора медицинских наук Н. Ф. Дементьевой, служащей Федерального научно-практического центра медико-социальной экспертизы и реабилитации инвалидов, персонал психоневрологических интернатов нередко рассматривает молодых пациентов как дешёвую рабочую силу, как необходимых для физической работы людей. В результате возникают ситуации, когда процесс обучения (профессиональным навыкам столяра, сапожника, швеи и др.) прерывается вмешательством вспомогательного персонала из-за сиюминутной необходимости выполнения хозяйственных работ в учреждении — разгрузка продуктов, уборка территории и т. п. В результате нарушаются права пациентов на систематическое обучение, что отрицательно сказывается на результатах реабилитации.
Согласно докладу уполномоченной Т. Марголиной, в тех интернатах Пермского края, где проживающие привлекались к труду, труд, как правило, оказывался бесплатным, что представляет собой прямое нарушение Конституции РФ; все привлечённые к труду инвалиды работали без оформления трудовых договоров, ведения трудовых книжек и табеля учёта трудового времени; отсутствовали рекомендации врача-реабилитолога о характере и условиях труда пациента.
Уполномоченный В. Лукин в специальном докладе, посвящённом правам детей-инвалидов в РФ, указывал, что в некоторых домах-интернатах для детей с умственной отсталостью воспитанников заставляли выполнять бесплатно тяжёлую физическую работу: на подсобном хозяйстве, в свинарнике, а также на кладбище (выкапывание могил и захоронение умерших детей).
В докладе по результатам мониторинга, проводившегося астанинским филиалом Казахстанского международного бюро по правам человека и соблюдению законности, указывалось, что «нередко с целью прогулки пациенты, как в г. Астана, вынуждены соглашаться на различные виды работ: доставление пищи в отделение из пищеблока, уборка и благоустройство помещений и территории ПУ [психиатрических учреждений], ремонт стульев, столов».

### Присвоение имущества пациентов
В СМИ публиковалась информация о присвоении имущества пациентов врачами-психиатрами или другими сотрудниками психиатрических учреждений, в частности о судебно-прокурорских расследованиях в этой области.
В 2003 году бывший следователь Балашихинской прокуратуры Н. Хаустова сообщила корреспонденту «Новой газеты» о многих расследованных ею случаях присвоения недвижимости пациентов, укладывавшихся, как правило, в следующую схему: одинокий больной, попадая в стационар, пишет доверенность на врачей, позволяющую от его имени совершать любые сделки с недвижимым имуществом, после чего квартира пациента продаётся — покупателями же становятся либо сами врачи, либо их родственники, а пациент при этом навсегда оказывается в интернате.
По информации «Российской газеты» (публикация 2005 года), проживающие в Борисовском психоневрологическом интернате Белгородской области сообщали, что «персонал ворует из кухни и столовой. У „дураков“ умные санитарки могут отнять набор продуктов, купленный на их пенсию».
В Нижнем Новгороде в 2006 году было выявлено несколько случаев мошенничества врачей с квартирами лиц, страдающих психическими расстройствами. Так, пожилая женщина, плохо разбираясь в юридических тонкостях, по совету врача подписала, сама того не желая, договор на продажу собственной квартиры; деньги при этом получил врач, который ранее уже был судим за мошенничество с квартирой другого своего пациента. Против трёх работников психиатрической больницы было возбуждено уголовное дело в связи с мошенничеством: врачи и медбрат больницы продали квартиры двух пациентов клиники.
В 2006 году прокуратура Москвы, закончив расследование, передала в суд дело, касавшееся бывших нерядовых сотрудников психоневрологического интерната, обвинённых в хищении квартир своих подопечных. Преступная группа похитителей действовала с июля 1999 года, с тех пор в общей сложности оказалось украдено восемь квартир. Одним из способов хищения было заключение фиктивных браков с лицами, страдающими психическими расстройствами.
В Удмуртии в 2007 году главный врач Второй республиканской психиатрической больницы был признан виновным в преступлении, предусмотренном частью 1 статьи 285 УК РФ (злоупотребление должностными полномочиями). Суд установил, что главный врач без разрешения органа опеки и попечительства и без проведения заседания совета опекунов и попечителей при больнице приобрёл кондиционеры, которые были установлены в кабинетах бухгалтерии и главного врача, за счёт средств недееспособных граждан, находившихся на лечении. Суд назначил главному врачу наказание — штраф в 50 тыс. рублей.
В 2007 году врач психиатрической больницы Рыбинска (Ярославская область) был обвинён в присвоении квартир своих пациентов: обманным путём он убедил двух психически нездоровых женщин подписать дарственные на квартиры, одну из которых он успел затем продать. Суд приговорил врача к заключению в исправительной колонии.
В Новосибирске в 2008 году был вынесен приговор членам группировки «чёрных риэлтеров», содействие которой оказывали врачи-психиатры. Н. Ахантьева — организовавшая похищение владельца квартиры, чтобы завладеть его имуществом, — обратилась за помощью к врачам стационара, и заведующий отделением от имени похищенного подделал расписку о добровольной госпитализации.
В городе Тосно (Ленинградская область) в 2008 году суд вынес приговор в отношении главного врача Ульяновской областной психиатрической больницы, заведующей отделением и старшей медсестры. Все трое обвинены в махинациях с квартирой пациентки: пациентку заставили подписать доверенность на приватизацию квартиры, а затем и договор продажи жилья; заработанные таким образом 18 тысяч долларов разделили между собой. Обвиняемые получили условные сроки заключения.
В 2008 году в Москве были осуждены руководитель психоневрологического диспансера № 4 и её заместитель, которые, используя своё служебное положение, обменяли московскую квартиру одной из пациенток диспансера на квартиру во Владимирской области; кроме того, используя поддельные документы на имя другой (умершей) пациентки, продали её жильё за 30 тысяч долларов. При этом в 2006—2007 годах мошенницы были уже осуждены по 9 эпизодам аналогичных преступлений. С учётом ранее состоявшихся приговоров суд назначил им наказание в виде 10 лет лишения свободы каждой с отбыванием наказания в исправительной колонии общего режима.
В 2009 году в Свердловской области разгорелся крупный скандал по итогам прокурорской проверки психиатрических учреждений: некоторые из врачей-психиатров тратили пенсии пациентов на свои нужды, покупая мебель, косметику и парфюмерию, дорогостоящие продукты, дорогостоящие одежду и обувь, золотые изделия; другие оформляли над инвалидами опекунство и прописывались в их квартирах, затем отправляли хозяина жилплощади в интернат. В ходе масштабной прокурорской проверки соблюдения прав недееспособных граждан были обнаружены десятки случаев присвоения имущества душевнобольных, по всем фактам нарушения прав душевнобольных возбуждены были гражданские и уголовные дела.
В 2010 году Ординский районный суд Пермского края вынес приговор в отношении бывшего директора Озерского психоневрологического интерната Г. Банникова, по вине которого были осуществлены принудительное прерывание беременности и стерилизация нескольких пациенток без решения суда; кроме того, бывший директор был признан виновным в том, что расходовал личные средства пациенток, являясь их опекуном. Вместо обеспечения нормального проживания пациенток он расходовал их денежные средства на личные цели, покупая электробытовую технику, аудио- и видеотехнику, запасные части для транспорта, офисную технику и мебель, спортивный инвентарь. В течение 2008 года Г. Банниковым было израсходовано более 170 тыс. рублей.
В 2012 году в Республике Татарстан был вынесен приговор в отношении главного врача ГАУЗ РТ «Психоневрологический диспансер». Главврача признали виновным в совершении преступления, предусмотренного частью 1 статьи 286 УК РФ (превышение должностных полномочий): исполняя обязанности опекуна недееспособного Ф., помещённого в психоневрологический диспансер, он дал указание работникам диспансера снять денежные средства Ф., находящиеся в банке, в размере 25 тысяч рублей для покупки и установки в своём служебном кабинете кондиционера.
В Волгоградской области в 2013 году приговором суда врач-психиатр областной психиатрической больницы и медицинская сестра были признаны виновными в краже денег у пациентов. Со счёта двух пациентов психиатрической больницы медсестра сняла все деньги в сумме 180 тысяч рублей и 395 тысяч рублей, после чего, поделив полученные деньги, сообщники распорядились ими по своему усмотрению. Суд приговорил врача и медсестру к пребыванию в исправительной колонии.
В Томской области по итогам прокурорской проверки был выявлен факт необоснованного снятия и расходования средств недееспособного пациента сотрудником Томской клинической психиатрической больницы (ТКПБ). Сотрудник больницы в период с января по ноябрь 2013 года снимала со счёта пациента денежные средства. В результате бездействия ответственных сотрудников больницы, которые с момента признания этого пациента недееспособным не перевели своевременно с его счёта принадлежащие ему денежные средства на единый счёт недееспособных ТКПБ, со счёта пациента необоснованно были сняты денежные средства в размере 115 315 рублей. При этом сотрудник учреждения не подтвердила расходование денежных средств в интересах пациента на сумму 50 000 рублей и нарушила тем самым его имущественные права, причинив ему материальный ущерб на сумму 50 000 рублей.
В 2014 году во Владикавказе суд признал виновной юрисконсульта Республиканской психиатрической больницы в совершении преступления, предусмотренного частью 4 статьи 160 УК РФ (присвоение, совершённое лицом с использованием своего служебного положения, в особо крупном размере). Будучи членом комиссии по контролю за использованием пенсий недееспособных пациентов, обвиняемая подготавливала доверенности на снятие денег с их счетов, которые затем подписывал главный врач больницы, не знавший о преступных намерениях юрисконсульта. В период с апреля 2013 по май 2014 года обвиняемая сняла со счетов 15 недееспособных пациентов 2 млн 350 тыс. рублей, которые впоследствии присвоила.

### Неоправданное лишение тех или иных прав
Ряд случаев такого рода был выявлен служащими общественной приёмной Независимой психиатрической ассоциации. Так, гражданке В., пытавшейся получить в психоневрологическом диспансере Москвы разрешение на работу на электрокаре, на котором она работала уже несколько лет, врачи ПНД отказали в грубой форме, несмотря на стойкую ремиссию, длящуюся более 10 лет. Благодаря комиссионному освидетельствованию Независимой психиатрической ассоциации гражданке В. удалось добиться разрешения на работу. Гражданин С., шахтёр, получивший в 1964 году на производстве тяжёлую травму позвоночника и вторую группу инвалидности, в 2004 году был направлен на специальную медико-социальную экспертизу, где на первое место в диагнозе поставили травматическую деменцию — в результате он лишился многих льгот и доплат к пенсии по инвалидности.
Н. Спиридонова, руководитель общественной приёмной НПА, сообщала, что психиатрия порой используется родственниками для лишения имущественных прав или права воспитания ребёнка: заключение такого рода, как, например, «выявлены рекуррентно-депрессивные расстройства», помогает при разводе отобрать детей у бывшего супруга.
Известность получил случай Татьяны Антонюк, молодой успешной женщины, перенёсшей эпизод тяжёлой психотической депрессии, закончившийся полной ремиссией (впоследствии Татьяна окончила вуз с красным дипломом и устроилась на руководящую должность в крупную страховую компанию); однако бывший супруг Татьяны решил использовать перенесённое ею психическое расстройство для того, чтобы забрать у Татьяны детей. Брянский городской суд, основываясь на данных судебно-психиатрической экспертизы, проведённой в рамках другого дела, вынес решение о том, что дети должны проживать вместе с отцом. В 2013 году Европейский суд по правам человека вынес решение по делу «Антонюк против России», отменив решение Брянского суда и придя к выводу, что рассмотрение дела российскими судами не основывалось на достаточном количестве данных.
К числу серьёзных нарушений прав граждан с психическими расстройствами относятся также нарушения врачебной тайны. Как отмечал О. Миронов (Уполномоченный по правам человека в РФ в 1998—2004 годах), органы внутренних дел нередко обращаются в психоневрологические диспансеры за информацией о психическом состоянии тех или иных граждан, от которых поступают жалобы. На основании полученной информации гражданам отказывают в рассмотрении жалоб — в отношении лиц с психическими расстройствами по-прежнему продолжает использоваться формулировка «переписка нецелесообразна». Между тем согласно законодательству психоневрологические диспансеры имеют право предоставлять информацию о состоянии психического здоровья гражданина лишь в том случае, если он находится под следствием.
В докладе О. Миронова указывается, что в некоторых учебных заведениях (Московский стоматологический институт, кулинарный техникум г. Долгопрудный и др.) имела место ситуация, когда всех абитуриентов направляли на осмотр в психоневрологические диспансеры и отказывали в приёме документов при наличии у людей психических расстройств. Отмечались также случаи увольнения сотрудников из-за их пребывания на лечении в психиатрических учреждениях.
В специальном докладе, посвящённом теме соблюдения прав детей-инвалидов, Уполномоченный по правам человека в РФ с 2004 года В. Лукин писал:
В нарушение действующего законодательства психолого-медико-педагогические комиссии продолжают выносить заключения о «необучаемости» некоторых категорий детей-инвалидов и направляют их в интернатные учреждения системы социальной защиты, которые не имеют ни лицензий на право ведения образовательной деятельности, ни соответствующих специалистов и педагогов в штате.

### Исследования действия препаратов и конфликт интересов
Под конфликтом интересов в психиатрии понимается ситуация, когда на психиатра излишне сильно влияют какие-то обстоятельства, которые являются второстепенными по отношению к его профессиональной деятельности — к благополучию его пациентов; к развитию науки, если он исследователь; к обучению студентов, если он преподаватель (данное определение присутствует в статье Марио Мая, известного психиатра, впоследствии президента Всемирной психиатрической ассоциации).
Финансовый конфликт интересов — это конфликт между интересами, связанными с благополучием пациента или развитием науки, и вторичными интересами, связанными с желанием получить финансовую выгоду для себя или своего учреждения. Тема финансового конфликта интересов в авторитетных источниках рассматривалась часто, причём описаны преимущественно те разновидности этого конфликта, которые возникают в результате взаимодействия психиатров с фирмами, производящими лекарства. Под нефинансовым конфликтом интересов, как указывает М. Май, можно понимать преданность исследователя тому виду лечения, которым он занимается, либо же, к примеру, наличие интереса, отражающего политические пристрастия психиатра.
М. Май пишет:
В последние несколько лет мне встречались явно тенденциозные клинические руководства и предвзятые обзоры и редакционные статьи; мне известно несколько случаев издательских фальсификаций (т. е. публикации исследовательских отчетов, глав книг или редакционных статей, подписанных исследователями, но на самом деле выполненных фармакофирмами), и я слышал о нескольких случаях избирательного отношения к публикации результатов исследований.
В высокоавторитетных источниках, посвящённых доказательным стандартам в области лечения депрессии и других психических расстройств, указываются следующие проблемы, обусловленные конфликтом интересов:
- результаты клинических исследований III фазы часто оказываются сомнительными из-за влияния на них законных интересов спонсоров исследований;[189]:14
- существует тенденция предания гласности лишь положительных результатов исследований, припрятывания и замалчивания отрицательных;[189]:14,182[190][191]
- в метаанализах используются, как правило, наиболее благоприятные результаты исследований;[190]
- оригинальные статьи часто являются лишь пересказом других источников, причём упоминаются только те публикации, которые подкрепляют определённые выводы, — таким образом, список источников в научных сообщениях часто создаёт неверное представление о значительно большем количестве исследований, чем было проведено на самом деле[190].

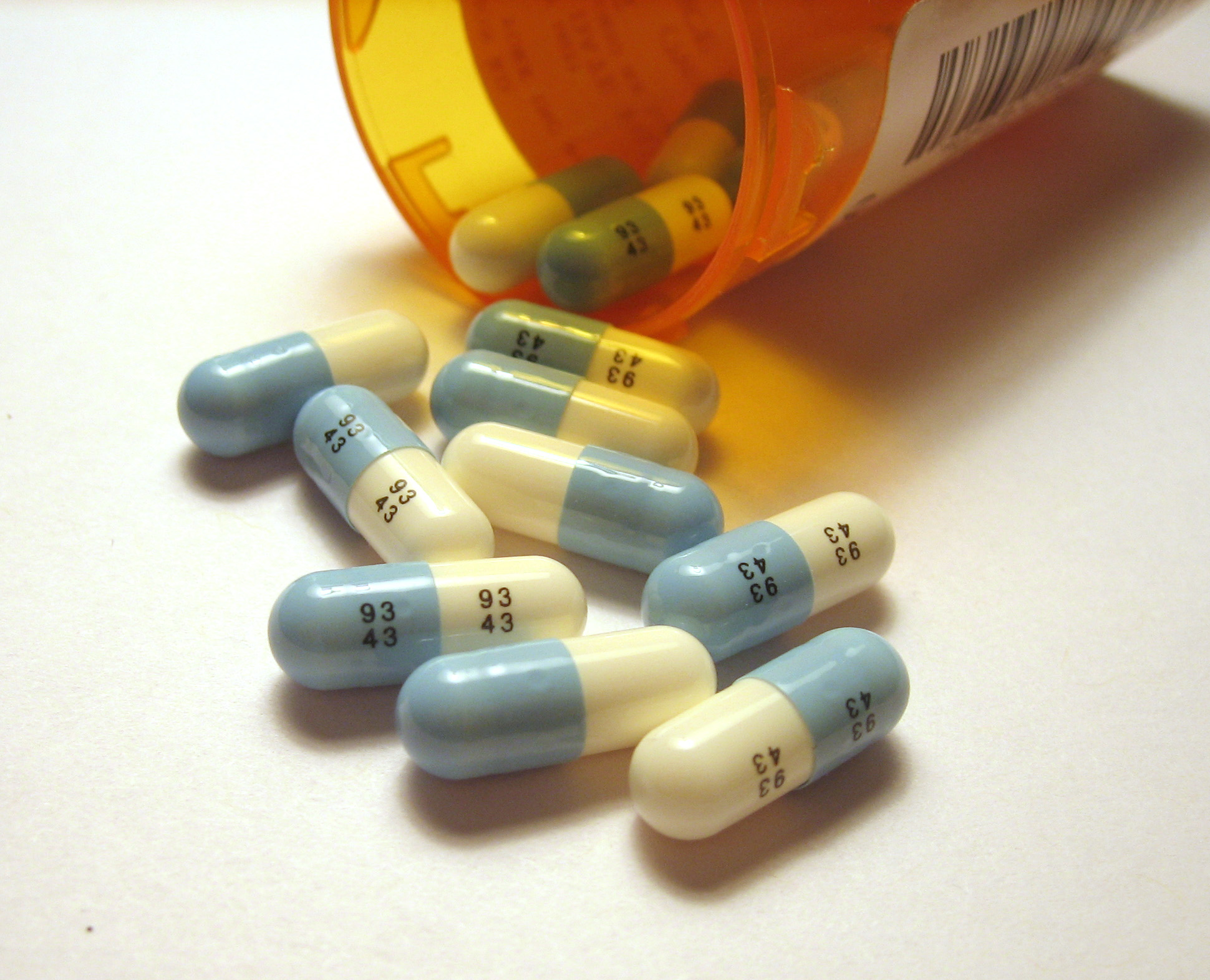
Капсулы прозака (флуоксетина)

Известный американский врач M. Анджелл отмечает, что психиатры получают больше денег от фармкомпаний, чем врачи любой другой специальности. Среди причин такого положения дел, как указывает М. Анджелл, ссылаясь на книгу Д. Карлата «Помешанный», следующие: субъективность диагнозов в психиатрии и возможность расширения диагностических границ; отсутствие объективных признаков для психических заболеваний, лабораторных данных или находок на МРТ, позволяющих верно ставить диагноз, и т. п. М. Анджелл пишет, что психиатры часто получают внимание и щедрое вознаграждение от фармацевтических компаний — индивидуально и коллективно, напрямую и косвенно: подарки, предоставление бесплатных образцов, плата за работу при наёме психиатров в качестве консультантов и докладчиков, доставление психиатрам продуктов питания, оплата участия в конференциях, а также снабжение «образовательными» материалами. Фармацевтическая промышленность спонсирует заседания Американской психиатрической ассоциации и другие психиатрические конференции.
В 2006 году в American Journal of Psychiatry была опубликована статья, авторы которой (S. Heres, J. Davis, K. Maino, E. Jetzinger и др.) проанализировали 42 публикации о данных рандомизированных контролируемых испытаний, сравнивающих атипичные антипсихотики арипипразол, амисульприд, клозапин, оланзапин, кветиапин, рисперидон, сертиндол и зипразидон. 32 из этих 43 испытаний полностью или частично финансировались фармацевтическими компаниями. Исследование выявило корреляцию между спонсорской поддержкой и выводами, излагаемыми в абстрактах публикаций; в 90 % случаев в публикациях был сделан вывод о превосходстве препарата, выпускаемого финансирующей испытание компанией, над другими препаратами. В результате различные сравнения одних и тех же антипсихотических препаратов приводили к противоречащим друг другу выводам, зависящим от спонсорства исследований. Как отметили авторы, на результаты испытаний могли влиять различия в дозировках препаратов и наращивании доз, критерии включения пациентов в испытания и другие особенности клинических исследований, приводящие к смещённым результатам.
В 2008 году британская газета The Independent сообщила, что Гарвардский университет (США) оказался в центре научного и политического скандала, когда трое широко известных сотрудников кафедры психиатрии были уличены в том, что они нарушили закон о конфликте интересов, не задекларировав миллионы долларов, полученных от фармацевтических компаний в качестве гонораров за консультации. Так, всемирно известный детский психиатр Джозеф Бидерман, заслугой которого является резкое увеличение применения сильнодействующих нейролептиков, не счёл нужным сообщить руководству университета по меньшей мере о 1,6 млн долларов США, полученных им от производителей этих препаратов; двое его коллег также не сообщили о полученных ими гонорарах в размере 1,6 и 1 млн долларов. Взаимоотношения между гарвардскими учёными и фармакокомпаниями являются давней темой дебатов, поскольку их исследования дали импульс прежде запрещённому применению антипсихотиков в педиатрии.
В 1999 году, как отмечает The Washington Post, компания AstraZeneca, производящая антипсихотический препарат сероквель (кветиапин), представила данные на конференции Американской психиатрической ассоциации и на психиатрической конференции в Европе; в заключении этих докладов было указано, что сероквель помогает пациентам, страдающим психозом, сбросить вес. Этот вывод сделан на основе спонсированного «АстраЗенека» исследования, проводившегося чикагским психиатром, который изучил отчёты по 65 пациентам, переведённым на сероквель. Тем не менее, документы показывают, что «АстраЗенека» не вполне доверяла методам этого психиатра и относилась к нему без глубокого уважения. Ещё в 1997 году, по итогам исследования, которое получило название «Исследование 15», стало известно, что сероквель вызывает клинически опасное прибавление веса, — однако данные этого исследования были скрыты компанией. Подробности Исследования 15 были обнаружены в ходе судебных разбирательств, позволяющих утверждать, что сероквель стал причиной увеличения веса, развития гипергликемии и диабета у тысяч принимавших его пациентов.
Против Eli Lilly and Company, фармацевтической компании, производящей нейролептик зипрексу (оланзапин), подавались судебные иски в связи с рекламированием препарата для применения его не по назначению и в связи с утаиванием некоторых побочных эффектов (гипергликемия, сахарный диабет). Зная о риске прибавки веса у пациентов, компания, тем не менее, сводила к минимуму связь между зипрексой и лишним весом в широко распространявшемся видеоролике «Миф о диабете», использовавшем результаты исследований сомнительного качества и честности и ложную отчётность по побочным эффектам.
Британский психиатр, профессор психологической медицины в университете Кардиффа Дэвид Хили в комментарии к докладу Рабочей группы CINP (Collegium Internationale NeuroPsychopharmacologicum) «Терапия антидепрессантами и другие методы лечения депрессивных расстройств» писал:
Доклад одобряет позицию, согласно которой относительно скромное преимущество по сравнению с плацебо в отобранном числе клинических исследований означает, что антидепрессанты работают. <…> В исследованиях всегда осуществляется отбор; большое число исследований, демонстрирующих лишь незначительное или даже отсутствие преимуществ антидепрессантов по сравнению с плацебо, опубликованы и соответственно заявлены для определенных показаний. <…> …Ложным представляется подход, когда из 10 пациентов берут 5, отвечающих на эти антидепрессанты, и сравнивают с 4, отвечающими на плацебо, оценивая преимущество по данным рейтинговой шкалы, и заключают, что препарат работает.:182—183

## Злоупотребления в различных странах, современный период

### Россия (общая ситуация и причины злоупотреблений)
В отличие от советского периода, в постсоветской России не существует систематического подавления федеральными властями политического инакомыслия с помощью психиатрии. Тем не менее ряд публикаций, появившихся в постсоветское время, свидетельствует о распространённости некоторых злоупотреблений и в постсоветское время. В частности, в докладе Формулярного комитета РАМН о состоянии здравоохранения в РФ отмечалось, что психиатрия вовлечена в уголовные дела и в различные криминальные схемы и что правоохранительные органы всё ещё используют психиатрию как средство принуждения, изоляции неугодных или наказания во внесудебном порядке.
По данным общероссийского общественного политического движения «За права человека», причины незаконной госпитализации обычно носят политический (госпитализация правозащитников, а также людей, настойчиво отстаивавших свои социальные и трудовые права в одиночку), криминальный (действия в целях завладеть имуществом пациента, чаще всего недвижимым) или бытовой (госпитализация по причине семейно-бытовых конфликтов) характер.
Согласно другим источникам, жертвами злоупотреблений нередко становятся женщины, разводящиеся с влиятельными мужьями; люди, втянутые в деловые конфликты, ведущие экономические тяжбы; люди, подающие иски против местных политиков и судей или государственных структур, отстаивая свои права. В психиатрический стационар нередко отправляют, невзирая на отсутствие показаний для недобровольной госпитализации, граждан, жалующихся в различные инстанции, с целью воспрепятствовать их «сутяжно-паранойяльной деятельности», тем самым избежав необходимости отвечать на их обращения и подвергаться проверкам по жалобам таких граждан.
Отмечаются частые случаи злоупотребления психиатрией с целью завладения чужим имуществом, отобрания детей (при спорах за детей между родителями — как правило, в конфликтах между членами состоятельных семей), в социально-бытовых целях при любой личной заинтересованности (например, при конфликтах между детьми и их престарелыми родителями, за которыми дети не хотят ухаживать либо желают лишить их права владения недвижимостью).
Жертвами злоупотреблений также становятся представители демократической оппозиции и правозащитники: схема, унаследованная российской психиатрией от советского времени. К использованию психиатрии в политических целях прибегают ради устранения конкурентов или людей, которые, по мнению тех или иных политиков, представляют угрозу их власти. После того, как полиция задерживает оппозиционеров, гражданских активистов, блогеров и т. д., судом выносится решение о недобровольной госпитализации на минимальный срок в месяц, и в дальнейшем суд этот срок нередко продлевает.
Однако если в советское время психиатрия при злоупотреблениях использовалась в основном как инструмент борьбы с политическими противниками, в постсоветское время наиболее распространённым нарушением считается другого рода нарушение: признание человека недееспособным с целью завладения его имуществом. При квартирных спорах, разделе имущества и т. п. в психиатрические больницы нередко попадают люди, не страдающие тяжёлыми психическими расстройствами, благодаря оговорам родственников. Президент Независимой психиатрической ассоциации России Юрий Савенко отмечает:
Квартирные дела — это сегодня большие деньги и борьба. Это уже настолько накатанный механизм и настолько развращенные кадры… Самым страшным является то, что это — рассадник коррупции.
Злоупотребления при «квартирных делах» осуществляются по обычной схеме: родственники или соседи используют подкуп врачей или сговор с ними на участие в будущей прибыли, обращаясь к психиатру с устным или письменным заявлением о том, что «претендент на выселение» опасен для окружающих; врач пишет направление на госпитализацию, и родственника либо соседа отправляют в психиатрический стационар, «накачивают» его сильнодействующими психотропными средствами. Тем временем идёт обращение в суд с просьбой о лишении дееспособности — результаты психиатрической экспертизы в таких случаях обычно предопределяют решение суда. Человека, признанного недееспособным, нередко помещают в психоневрологический интернат.
Существует немало примеров, когда одиноких пожилых людей, проживающих в дорогих квартирах, судебным решением вначале признавали недееспособными, а немного позднее другим решением суда возвращали им дееспособность; за это время их недвижимость уже была перепродана опекунами. Нередко встречаются также случаи, когда пациенты, преодолев период обострения, могли бы вернуться в свою квартиру и жить самостоятельно, однако интернаты, больницы и диспансеры их не отпускали из-под своей опеки, так как квартиры бывших пациентов были уже сданы в аренду или проданы. В целях лишения пациентов недвижимости заключаются и фиктивные браки сотрудников медучреждений с пациентами.
Злоупотреблениям подвергаются и представители сексуальных меньшинств: как отмечают правозащитники, некоторые российские психиатры по-прежнему считают принадлежность к сексуальному меньшинству психическим расстройством, которое необходимо лечить медикаментозно в стационаре. Отмечаются также злоупотребления, возникающие по причине финансовых связей между врачами и фармацевтическими компаниями: препараты используются не по показаниям, что негативно сказывается на качестве лечения и наносит ущерб здоровью. Применяется карательная психиатрия также и как форма давления на пациента и шантажа: человек подвергается принудительной психиатрической экспертизе с целью запугивания или принуждения к даче определённых сведений.
Известны случаи, когда причиной неоправданной госпитализации в психиатрический стационар становилось намерение администрации детского учреждения наказать своих воспитанников за побеги и непослушание, иногда — чтобы завладеть жильём, которое полагается сиротам. «Им ставят первый психиатрический диагноз, и это основание для дальнейшего помещения человека в психоневрологический интернат, а на выходе их просто отправляют туда жить», — утверждает юрист И. Борисенкова. В случае с так называемыми трудными детьми, по мнению И. Борисенковой, воспитатели избавляются от необходимости работать с ребёнком, отправляя его в психиатрическую больницу.
Председатель Ассоциации адвокатов России за права человека Евгений Архипов указывает:
Применение карательной психиатрии характерно для стран бывшего Союза. На Западе подобные случаи единичны. <…> …В развитых странах силён институт омбудсменов, имеющих право посещать любые учреждения и осуществлять контроль. Но если, допустим, сравнивать Россию и Белоруссию, то ситуация у нас значительно лучше.

### Украина
В ежегодном докладе уполномоченного Верховной рады Украины по правам человека Н. Карпачёвой упоминалось о «неединичных случаях» недобровольной госпитализации в психиатрические учреждения здоровых людей под предлогом необходимости лечения психического заболевания. Нередки обращения к уполномоченному граждан, где сообщается о незаконном лишении психически больных жилья. По утверждению Н. Карпачёвой, перегруженная и малоэффективная система психиатрических больниц Украины способствует злоупотреблениям со стороны медперсонала; имеют место отдельные случаи жестокого отношения к лицам с психическими расстройствами в стационарах.
Как утверждают независимые эксперты, система психиатрической помощи на Украине представляет собой зону серьёзного риска нарушений прав человека. Специальным комитетом по злоупотреблениям Всемирной психиатрической ассоциации рассматривалось несколько случаев злоупотреблений психиатрией на Украине. Комитеты Совета Европы, занимающиеся расследованием нарушений прав человека в психиатрии, получают много жалоб граждан Украины на такого рода нарушения, в том числе и на применение пыток. Многочисленные публикации в украинских СМИ тоже свидетельствуют о неблагополучных процессах в психиатрии.
Украинский судебный психиатр кандидат медицинских наук Ада Коротенко отмечала, что в постсоветское время на Украине нарушения прав в психиатрии происходят, невзирая на принятие закона о психиатрической помощи, очень часто и что злоупотребления в психиатрии теперь носят не политический характер и затрагивают не психически здоровых диссидентов, а наблюдаются чаще всего при различных производственных и бытовых конфликтах, затрагивающих и людей с психическими расстройствами, и психически здоровых людей. Как пишет А. Коротенко,
В прессе все время появляются публикации о злоупотреблениях психиатрией по экономическим и даже бытовым мотивам. Сегодня мы сталкиваемся с ситуациями, когда при квартирных махинациях, используя беспомощное состояние психически больных, объявляют их психически здоровыми, либо признают недееспособными психически здоровых. В Харькове муж с помощью врача-психиатра три года продержал в психиатрической больнице неугодную ему жену. В другом случае мошенники поместили женщину в психиатрическую больницу на полгода и за это время продали принадлежащие ей две квартиры. О злоупотреблениях психиатрией пишут два десятка лет, но тема психиатрических репрессий продолжает оставаться актуальной.:85
По утверждению Коротенко, порой отмечающиеся случаи нарушений имущественных прав пациентов, неправомерных действий административных органов в их отношении во многом обусловлены халатностью психиатров, их непрофессионализмом и противоправным поведением. Коротенко также упоминает о том, что диагнозы, полученные пациентами ранее (и порой неправильные), очень часто доминируют в сознании врачей, попадают из одной истории болезни в другую, приводят к возникновению у пациентов тех или иных социальных проблем. По словам Коротенко, бывают случаи, когда те или иные конфликты и ситуации мошенничества приводят к помещению психически здорового человека в психиатрическую больницу. Бывают также и случаи нарушений врачебной тайны психиатрами в отношении тяжелобольных пациентов, когда имеет место преступный сговор между медицинским работником и квартирным дилером, использующим беспомощное состояние больного в корыстных целях.
Исполнительный секретарь Ассоциации психиатров Украины С. Глузман тоже отмечал существование многочисленных случаев злоупотребления психиатрией — в частности, случаев отъёма квартир у лиц с диагнозами, неправомерного признания людей недееспособными, противозаконного недобровольного помещения в психиатрические больницы. По словам С. Глузмана, в Ассоциацию психиатров Украины с «такими историями обращалось великое множество людей, родственников, адвокатов».
О сходных случаях упоминает и А. Федотов, глава крымской ячейки всеукраинской общественной организации инвалидов и потребителей психиатрической помощи «Юзер». По данным А. Федотова, случаи, когда человека неоднократно помещают в психиатрическую больницу с целью признать его недееспособным и лишить имущества, являются обычными.
По словам А. Федотова, высказанным на пресс-конференции в 2010 году, крымские специализированные интернаты, где содержатся люди с физическими или психическими отклонениями, больше напоминают «концлагеря, только без газовых камер». «Это [пациенты] живые смертники, особенно если у них нет родственников», — отметил он. По оценке Федотова, условия в таких интернатах значительно хуже, чем в психиатрических больницах: процветают использование рабского труда пациентов, избиения и изнасилования.
Генеральный секретарь организации «Глобальная инициатива в психиатрии» Р. ван Ворен пишет о том, что с середины 2000-х годов стала распространённой схема, при которой умершего человека признают якобы находившимся не в дееспособном состоянии на момент написания завещания. Такие случаи обычно касаются семейных конфликтов, при которых «обделённая» сторона прибегает к даче взяток судебным психиатрам, подделкам документов и т. д. Поскольку эти нелегальные действия остаются практически безнаказанными, некоторые психиатры продолжают брать взятки, даже если о подобных случаях говорят в прессе.
Во многих областях Украины сирот, находившихся в интернатах, нередко безосновательно помещали в психиатрические стационары. Так, в психиатрическую больницу имени Павлова в Киеве детей направляли из интернатов группами; однако после 2006 года, когда в больнице было проведено расследование, ситуация в этом учреждении, как утверждает главный внештатный детский психиатр Минздрава И. Марценковский, изменилась к лучшему. Во многих регионах страны детские отделения на треть, а то и наполовину заполнялись сиротами, что позволяло обеспечить выполнение плана по койко-дням. По мнению И. Марценковского, столь частая госпитализация сирот является неоправданной, поскольку речь в этих случаях, как правило, идёт о лёгких нарушениях психики, вызванных пребыванием ребёнка в интернате; ребёнок при этом нуждается не в лечении психотропными препаратами, а в полноценном развитии, уходе и реабилитации.

### Белоруссия
Кристина Шатикова активно участвовала в молодёжном оппозиционном движении в Белоруссии, являлась неформальным лидером. В июле 2006 года правоохранительные органы пытались недобровольно госпитализировать К. Шатикову в психиатрическую больницу г. Витебска, однако врач приёмного отделения отказался её принять, заявив, что для госпитализации нет оснований. 23 марта 2007 года К. Шатикова была вызвана на допрос в КГБ Республики Беларусь как свидетель. Там ей настоятельно посоветовали не принимать участия в протестных акциях и не ездить на День Воли в Минск, на что она ответила отказом. После выхода из здания КГБ Шатикову схватили люди в штатском, которые насильно посадили её в легковую машину и доставили в областную психиатрическую больницу г. Могилёва. К. Шатикова была стационирована, и ей назначили «лечение»: делали внутримышечно инъекции сибазона. Когда в больницу пришла её мать, желание Кристины подойти к окну и показаться матери было расценено как нарушение режима — за это она была на целый день фиксирована на вязках к кровати и получила дополнительные инъекции. 26 марта, после комиссионного освидетельствования, К. Шатикову выписали из больницы. Попытки пройти где-либо в Белоруссии независимое психиатрическое освидетельствование не увенчались успехом; К. Шатикова приехала в Москву и обратилась в Независимую психиатрическую ассоциацию. Обследовав Кристину, специалисты НПА пришли к выводу, что она психически здорова и что госпитализация в психиатрический стационар, по всей видимости, была необоснованной.
Александр Крутой, отец Инессы Крутой, пострадавшей при взрыве в минском метрополитене 11 апреля 2011 года, был арестован после своих критических заявлений в суде над Дмитрием Коноваловым и Владиславом Ковалёвым, обвиняемыми в этом теракте. После пребывания в СИЗО был помещён в РНПЦ психического здоровья, экспертиза признала А. Крутого невменяемым. 6 декабря 2011 года суд Московского района Минска постановил применить к Крутому принудительные меры безопасности и лечения. 11 декабря суд Московского района Минска, рассмотрев дело Крутого, постановил вместо ранее установленных принудительных мер направить его на принудительное амбулаторное наблюдение и лечение у врача-специалиста.
Активист Белорусской христианской демократии Валерий Гончаренко, инвалид второй группы, больной открытой формой туберкулёза, проходивший лечение в Богушевской туберкулёзной больнице, жаловался на невыносимые условия содержания больных и объявил голодовку. На восьмой день голодовки его поместили в психиатрическое отделение, где ему были назначены психотропные препараты.
Житель Ивацевичского района Валентин Ковальчук по решению суда был принудительно доставлен в психиатрическую больницу, где его продержали неделю, поставив диагноз «бредовое расстройство». Сам Ковальчук расценивает это как давление на него из-за неоднократных обращений в различные инстанции государственных органов. Когда Ковальчук спросил у члена комиссии в психиатрической больнице, почему ему поставили такой диагноз, ответ был следующим: «Много пишешь жалоб и не собираешься останавливаться». После освобождения Валентин Ковальчук высказал намерение добиваться отмены психиатрического диагноза и рассмотрения его жалобы по существу Генеральной прокуратурой Республики Беларусь.
Жительница Минской области Олеся Садовская долгое время пыталась добиться наказания сотрудников милиции, безосновательно применивших к ней физическое насилие; обращалась в прокуратуру, в следственный комитет. Против Олеси возбудили уголовное дело (якобы из-за насилия в отношении сотрудников органов внутренних дел) и направили на стационарную психолого-психиатрическую экспертизу. Психиатры (в том числе специалисты Независимой психиатрической ассоциации, очно обследовав Олесю после её приезда в Россию) неоднократно приходили к выводу, что Олеся вменяема, осознаёт свои действия и в недобровольном лечении не нуждается. К делу Олеси подключились белорусские правозащитные организации, обратившиеся во Всемирную психиатрическую ассоциацию, называя случай Олеси проявлением карательной психиатрии. Однако в июле 2014 года суд признал Олесю невменяемой и назначил ей принудительное лечение; через полгода её госпитализировали в психиатрическую больницу. Дочь Олеси попала в приют и в приёмную семью.

### Эстония
В 2010 году окружной суд признал неправомерным постановление Харьюского уездного суда, отправившего в закрытую психиатрическую больницу Эге Хирв — психически здорового человека. Эге Хирв отправили на принудительную экспертизу лишь на том основании, что её бывший муж заявил, будто она неадекватна. Будучи освобождена, Эге Хирв обратилась с заявлением в Полицию безопасности. По словам женщины, в больнице находятся десятки людей, которым даже не показали судебных решений о недобровольной госпитализации, поэтому они не могут подавать жалобы. Эге Хирв обвинила судей и врачей в сговоре: за пациентов, направленных на лечение в принудительном порядке, лечебное учреждение получает почти в два раза больше денег, чем за пациентов, обратившихся в стационар добровольно.
По словам адвоката Майре Арм, представляющей интересы Эге Хирв, главная проблема заключается в том, что суд с лёгкостью может принять необоснованное решение о направлении на принудительное лечение. С адвокатом согласен возглавляющий Общество психиатров доктор Андрес Лехтметс, который отметил: «Человека нельзя так просто лишать свободы и нарушать его основные права». А. Лехтметс упомянул учащение в последнее время скандалов, связанных с насильственным помещением в психиатрические стационары. По мнению А. Лехтметса, случаи, когда основные права людей ограничиваются из-за болезни, должны представлять собой исключение, и решение об этом должно приниматься лишь по веским соображениям.

### Молдавия
В республиканской психиатрической больнице на пациентах проводили испытания препаратов румынского фармпроизводителя, не имея на то государственного разрешения. Всего в опытах участвовало 220 психически больных пациентов, за каждого из которых больница получала 250 долларов. Медсёстры, непосредственно выдававшие препараты, получали по 70 долларов каждая. Пациентам, на которых тестировались медицинские препараты, не выплачивалось денежное вознаграждение за участие в тестировании, и они не были проинформированы о риске для здоровья, как это предусмотрено законом.
Председатель Национального антикоррупционного совета Молдовы Игорь Кэлдаре отмечал по данному поводу:
Этих людей держали 4—6 месяцев в психиатрической больнице для того, чтобы проводить полностью весь цикл эксперимента. <…> Обманывали их примерно так: это новый американский препарат, который тебе поможет от головы; давай ты будешь пить эти три таблеточки каждый день, но мы тебе за это разрешим курить в туалете или — гулять в парке.

### Великобритания
В 2011 году в телепрограмме Би-би-си «Панорама» показали заснятые скрытой камерой в бристольской лечебнице «Винтерборн вью» кадры, на которых медработники лечебницы издеваются над беспомощными взрослыми пациентами, страдающими психическими расстройствами (в частности, аутизмом): бьют наотмашь по лицу, затаскивают одетого больного в душ, наступают ногами на ладонь пациента, лежащего на полу, таскают за волосы и оскорбляют. После выхода в эфир этой передачи полицией Бристоля были арестованы четыре медработника лечебницы, а ещё 13 сотрудников отстранили от работы на период проведения расследования. Бывший старший медбрат лечебницы Терри Брайан, благодаря звонку которого Би-би-си начала своё расследование, отметил, что за 35 лет работы ему довелось «насмотреться многого», однако «это самые худшие издевательства», которые ему пришлось увидеть, а журналист Би-би-си Джо Кейси, проведший несколько недель в лечебнице «Винтерборн вью», заявил, что он «практически ежедневно… наблюдал за тем, как люди, которым доверили заботу о самых уязвимых членах общества, издевались над ними, часто просто ради развлечения».

### Япония
В заведении под названием Blue Cross, нелегальной лечебнице для людей с психическими отклонениями и престарелых, находящейся в пригороде Токио Ураясу, пациентов часами держали в наручниках или со связанными руками, на ночь многих насильно привязывали к кроватям. Одного из пациентов в целях наказания поместили в клетку для животных длиной полтора метра.
По словам надзирателей учреждения, связывать пациентов было необходимо для обеспечения их безопасности. Несмотря на то, что клиника не была зарегистрирована и власти ничего не знали о её существовании, владельцы клиники активно рекламировали её как специализированное заведение для прикованных к постели престарелых больных и лиц с психическими расстройствами. За право попасть в «замок пыток» — как прозвали подпольную клинику — надо было сделать первоначальный взнос в размере около 2,5 тыс. долларов США и далее ежемесячно вносить по 1 тыс. долларов. В лечебнице находилось несколько десятков пациентов. О существовании подпольной лечебницы стало известно из показаний одного из её бывших надзирателей.

### Китай
С 1950-х годов на протяжении нескольких десятилетий психиатрия в Китае активно использовалась в политических целях. Многие из политических и религиозных инакомыслящих принудительно помещались в психиатрические стационары. В период «культурной революции» (1966—1976), когда не допускались любые отклонения в суждениях и любые проявления оппозиционности, злоупотребления психиатрией в политических целях достигли своего апогея.
В начале XXI века отмечалось, что психиатрия в Китае снова применяется для подавления инакомыслия — например, против участников мирных демонстраций, правозащитников, а также людей, жалующихся на несправедливые решения местных властей. Жертвами злоупотреблений психиатрией в Китае часто становятся так называемые «просители», едущие в Пекин из провинции с целью подать жалобы на местных чиновников. Вместо того, чтобы быть услышанными, они госпитализируются и подвергаются запугиванию психиатрическим «лечением».
Отмечалось использование психиатрии не только для политических, но и для религиозных репрессий. Инакомыслящие (в частности, представители движения Фалуньгун, более многочисленные, чем члены Коммунистической партии) воспринимаются правительством как политическая угроза, что создаёт предпосылки для злоупотреблений благодаря тесным связям между китайской системой психиатрической помощи и полицией.
«Как только полицейский или гражданский психиатр признаёт кого-нибудь душевнобольным, пациент теряет все юридические права и его могут держать до бесконечности», — утверждает The Guardian.
Робин Манро (исследователь, сотрудничавший с Amnesty International и Human Rights Watch) утверждал, что по крайней мере 3000 человек, не считая членов Фалуньгун, в конце ХХ — начале XXI столетия в Китае были отправлены в психиатрические больницы из-за высказывания ими своих политических взглядов.
С середины 1999 года многие лица, практикующие Фалуньгун, направлялись в психиатрические больницы на принудительное лечение. Как правило, им выставлялись диагнозы «цигун-индуцированное психическое расстройство», «психическое расстройство, вызванное деструктивным культом» (кит. упр. 邪教所致精神障碍, пиньинь xiéjiào suǒ zhì jīngshén zhàng’ài), обсессивно-компульсивное расстройство, обсессивный психоз.
К 2001 году лидеры движения Фалуньгун утверждали, что около 600 его членов были недобровольно отправлены в психиатрические больницы. Это число невозможно проверить, однако журналистами и исследователями в области прав человека были зафиксированы многочисленные случаи помещения представителей Фалуньгун в психиатрические учреждения, где к ним применялись высокие дозы препаратов, меры физического стеснения и изоляции, пытка электрическим током.
По данным, опубликованным в высокоавторитетном журнале Journal of the American Academy of Psychiatry and the Law, при применении психотропных средств к инакомыслящим имели место грубые злоупотребления. Если практикующие Фалуньгун продолжали выполнять упражнения в больнице и не отказывались от своих убеждений, дозировки нейролептиков увеличивалась в пять — шесть раз по сравнению с первоначальными, вплоть до того, что пациенты лишались возможности двигаться или общаться. В той же публикации отмечалось, что физические пытки в китайских психиатрических клиниках представляют собой обычное явление, особенно когда приверженцы Фалуньгун отказываются принимать препараты или не прекращают выполнение упражнений: связывание верёвками в очень мучительном положении тела, избиения, в том числе электрическими дубинками, лишение еды и сна, применение электроиглоукалывания (разновидность акупунктуры) под высоким напряжением.
Кроме использования психиатрии в политических целях, в Китае отмечались и другие злоупотребления психиатрией. Так, согласно опубликованному в 1996 году докладу Human Rights Watch, дети, находившиеся в шанхайском сиротском приюте, в некоторых случаях из-за плохого поведения или протеста против нарушений их прав получали ложные диагнозы психических заболеваний и помещались недобровольно в психиатрические больницы. Во многих случаях детям-сиротам давали, чтобы контролировать их поведение, мощные психотропные средства без какого-либо очевидного медицинского обоснования.

### Куба
В январе 2010 года, в период неожиданно сильных для Кубы зимних холодов, в Гаванской психиатрической больнице, рассчитанной на 2500 коек, умерли в течение нескольких дней 26 пациентов. Причиной их смерти явились переохлаждение и недоедание. Происшествие вызвало громкий скандал в стране; сотрудникам учреждения по результатам расследования были предъявлены обвинения в халатности, нецелевом расходовании средств, выделенных на содержание пациентов, расхищении имущества больницы и одежды пациентов. Решением суда директор больницы Вильфредо Кастильо Донате был приговорён к 15 годам тюремного заключения, его первый заместитель получил 14 лет заключения, ещё один руководящий сотрудник — 12 лет заключения. Другие работники учреждения получили от 5 до 10 лет тюрьмы; ряд сотрудников не привлекались к уголовной ответственности, но получили суровые административные взыскания.

### Нигерия
По данным Human Rights Watch, опубликованным в 2019 году, тысячи людей с психическими расстройствами в Нигерии содержатся на цепях и подвергаются жестокому обращению в различных учреждениях, в том числе психиатрических больницах. В некоторых случаях людей с психическими расстройствами приковывают железными цепями на месяцы или годы; при этом они находятся в переполненных негигиеничных помещениях и иногда вынуждены есть, спать и испражняться в одном и том же крайне ограниченном пространстве. По признанию некоторых сотрудников, они применяли электросудорожную терапию к пациентам без их согласия.
Нигерийское законодательство позволяет удерживать людей с психическими расстройствами в психиатрических учреждениях даже без предоставления им какого-либо лечения, благодаря чему люди проводят в таких учреждениях годы, а порой и десятилетия. При этом в большинстве случаев людям не разрешается покидать учреждения либо оспаривать своё недобровольное пребывание в них.
В 2014 году житель Нигерии Мубарак Бала был госпитализирован в психиатрическую больницу; поводом для госпитализации послужило утверждение Мубарака, что он не верит в Бога. Хотя у Мубарака имелось врачебное заключение, что он психически здоров, родственники обратились к местному врачу с вопросом, не является ли его мировоззрение признаком психического заболевания. Получив на это отрицательный ответ, они обратились к другому доктору, который заявил, будто атеизм представляет собой проявление недуга, выражающегося в болезненном изменении человеческой личности.